# 家樂福
家樂福（法語發音：[kaʁfuʁ]；原意为「十字路口」）是一家法國的大型零售集團，2023年時為歐洲第六、世界第七大零售商，總部位於法國馬西，是量販店業態的首創者。至2017年12月止，家樂福在30多個國家共開設12,300家門市，是2023年世界五百強中的排名第125的大企業。

## 店面型態

### 量販店

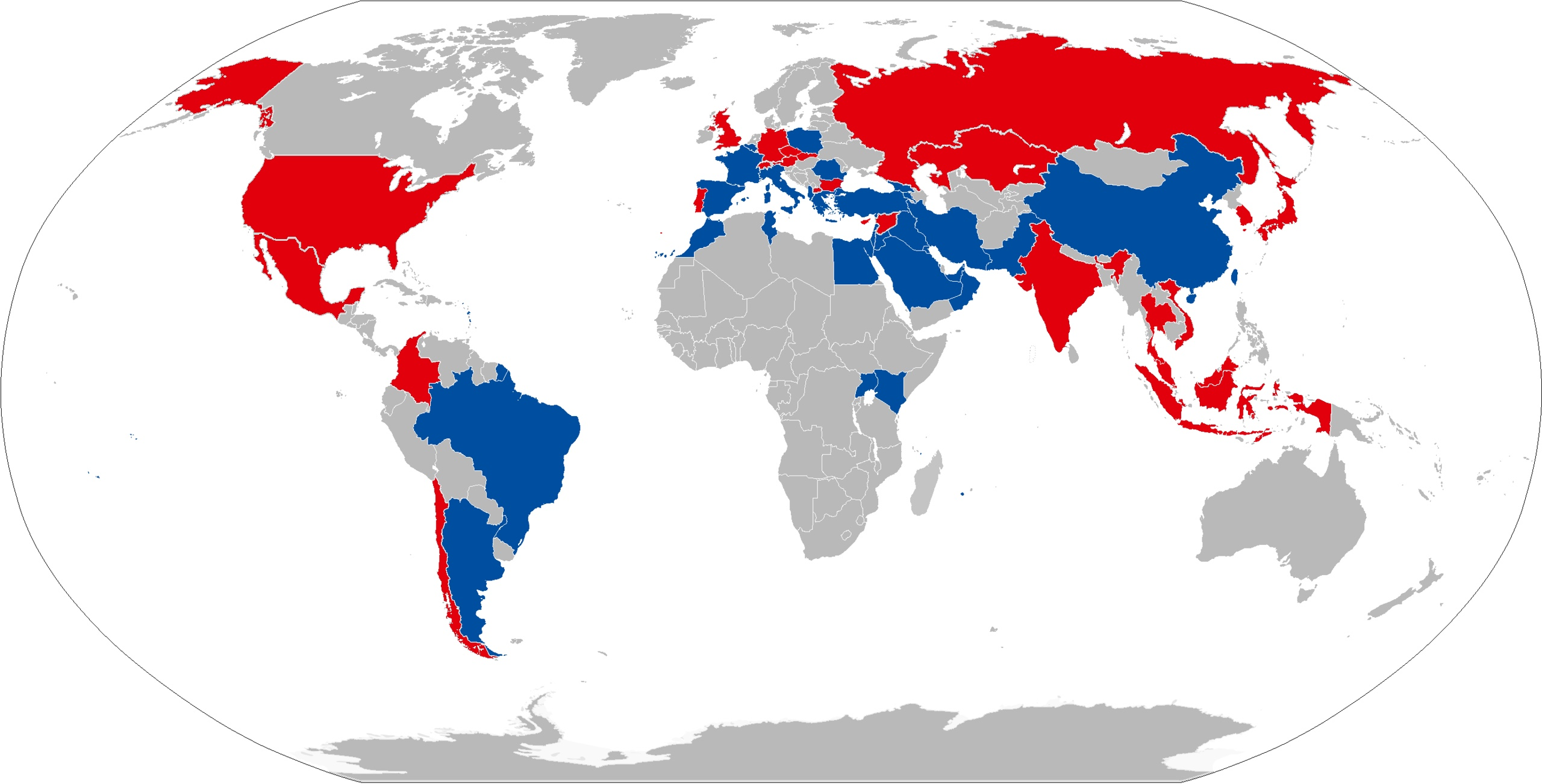
家樂福全球據點分布圖（藍色：現有據點；紅色：過往據點）

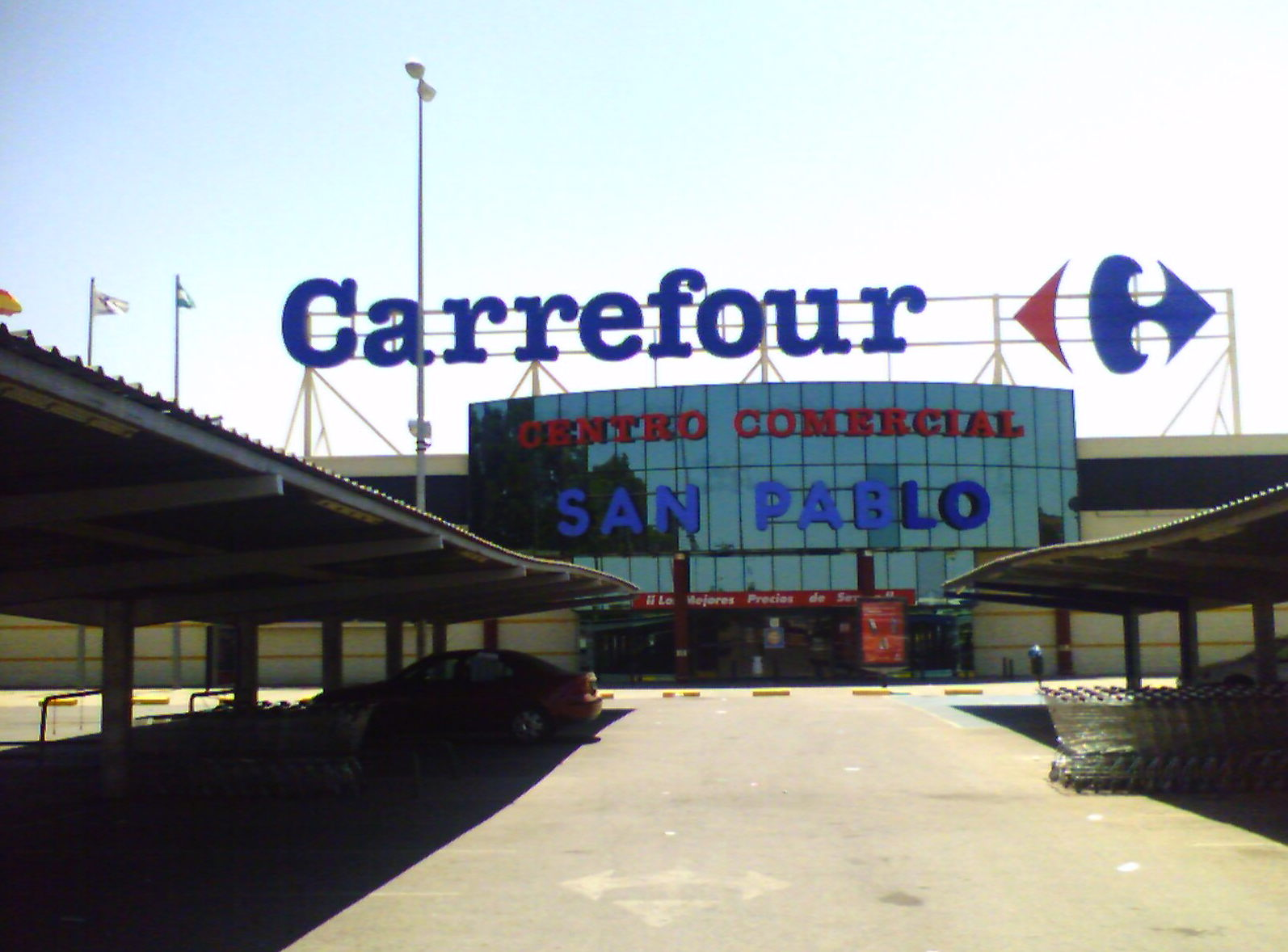
家樂福位於西班牙塞維亞的San Pablo店

佔地在2,400至23,000平方米（約800－7,000坪）之間，提供20,000至80,000種商品品項。
至2017年6月止，家樂福旗下有1,507家量販店，其中法國243家，歐洲其他地區458家，拉丁美洲338家，亞洲370家，其他地區94家。在一些市場則正在開發對個人開放的批發倉儲量販，例如。

### 超級市場

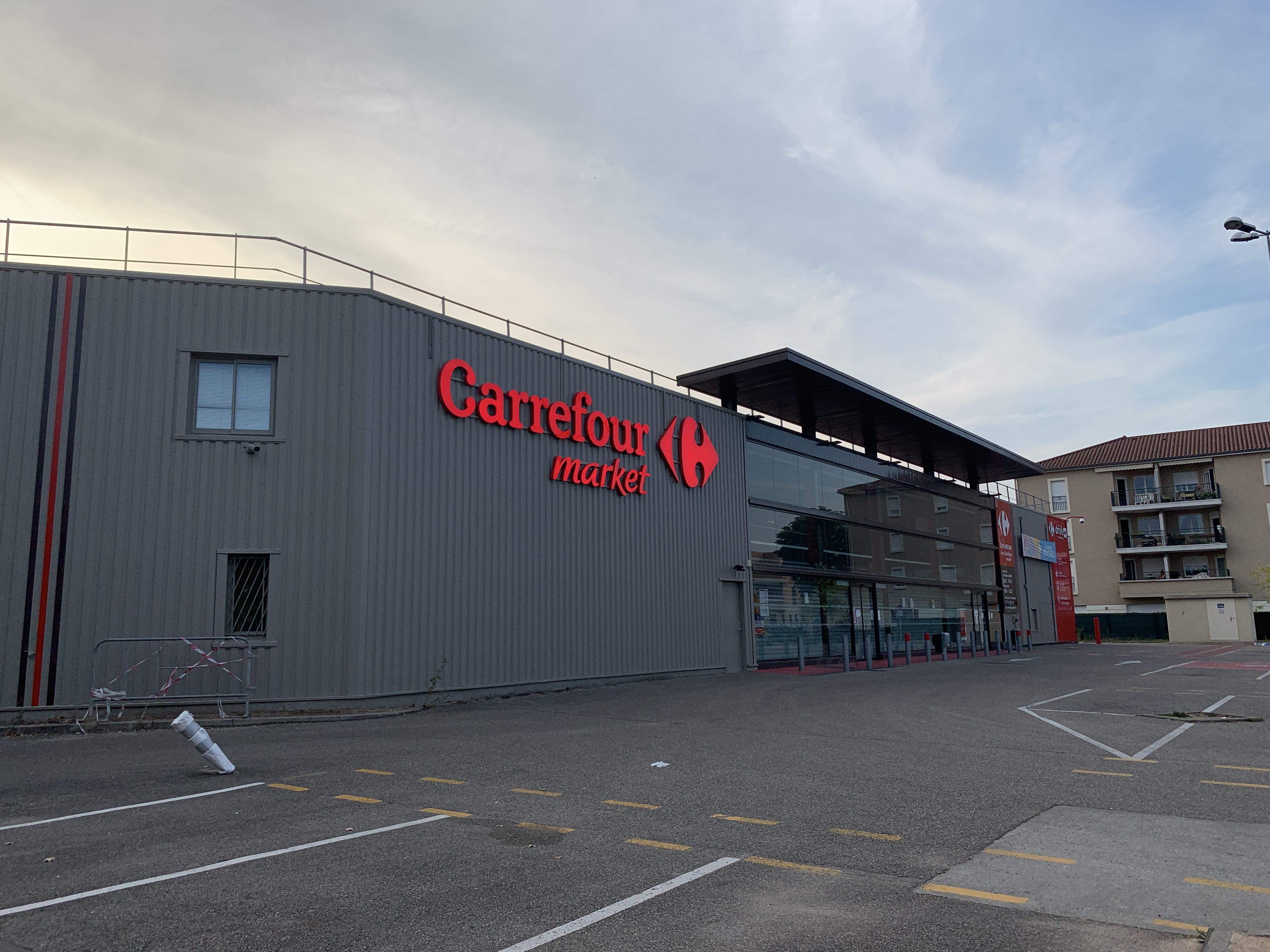
家樂福(Carrefour Market)位於法國安省沃納的分店

佔地在1,000至3,500平方米（約300~1,000坪）之間，此類型店舖的品牌識別包括和。
至2017年6月止，家樂福在全球共有3,194家超市，其中法國1,059家，歐洲其他地區1,753家，拉丁美洲149家，亞洲43家，其他地區190家。

### 便利商店

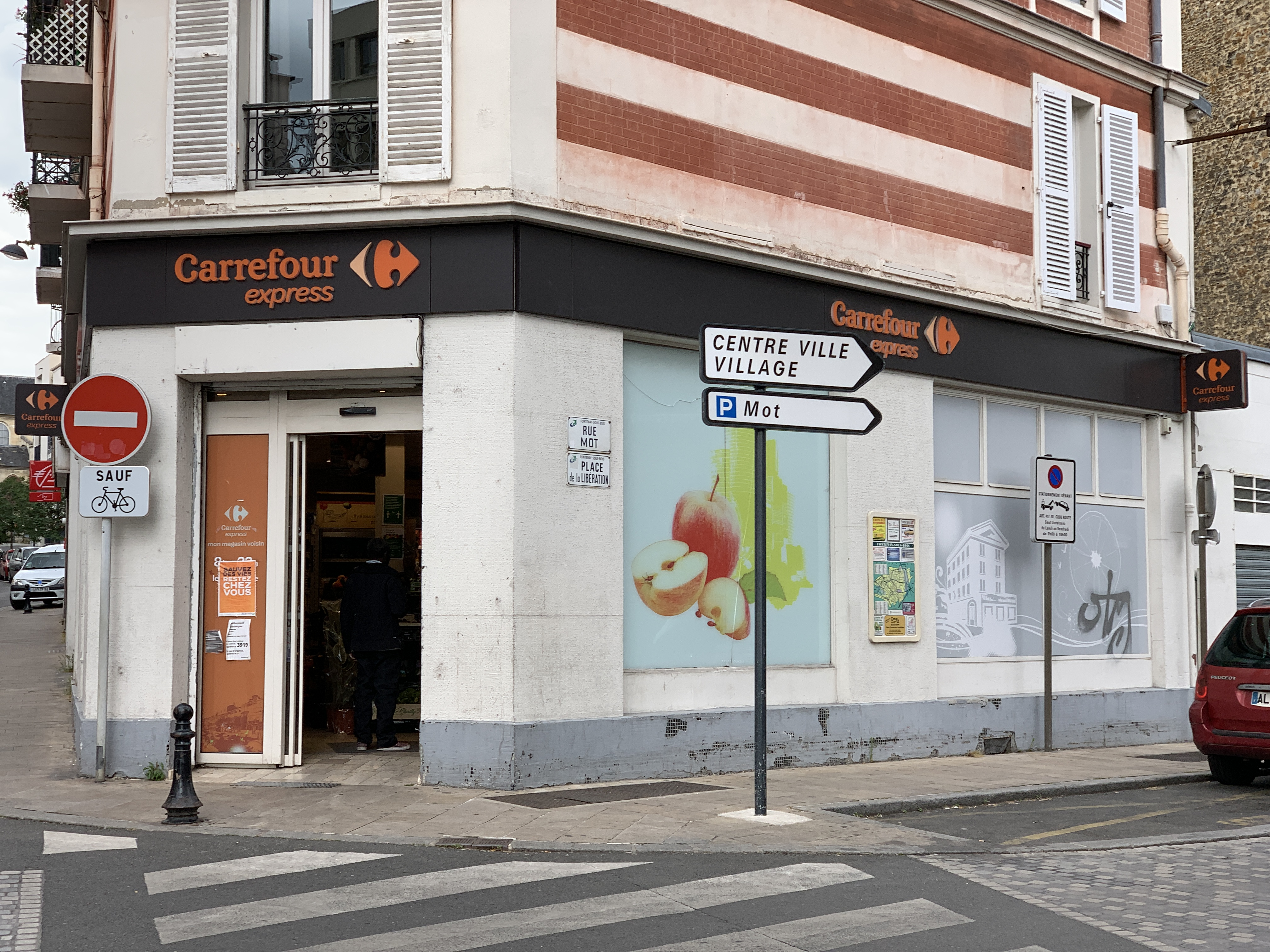
家樂福（Carrefour Express）位於法國馬恩河谷省豐特奈蘇布瓦的分店

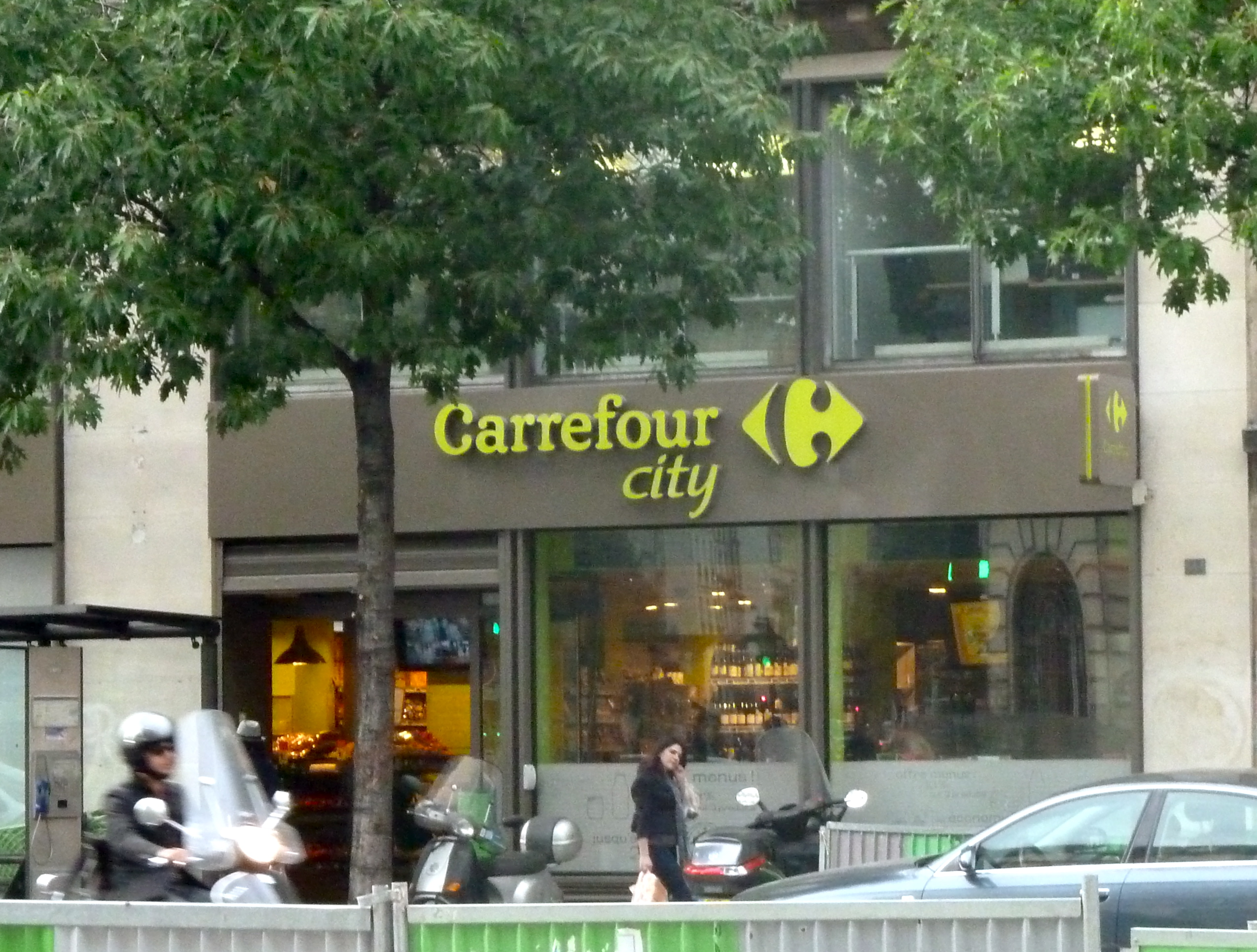
家樂福（Carrefour City）位於法國巴黎的分店

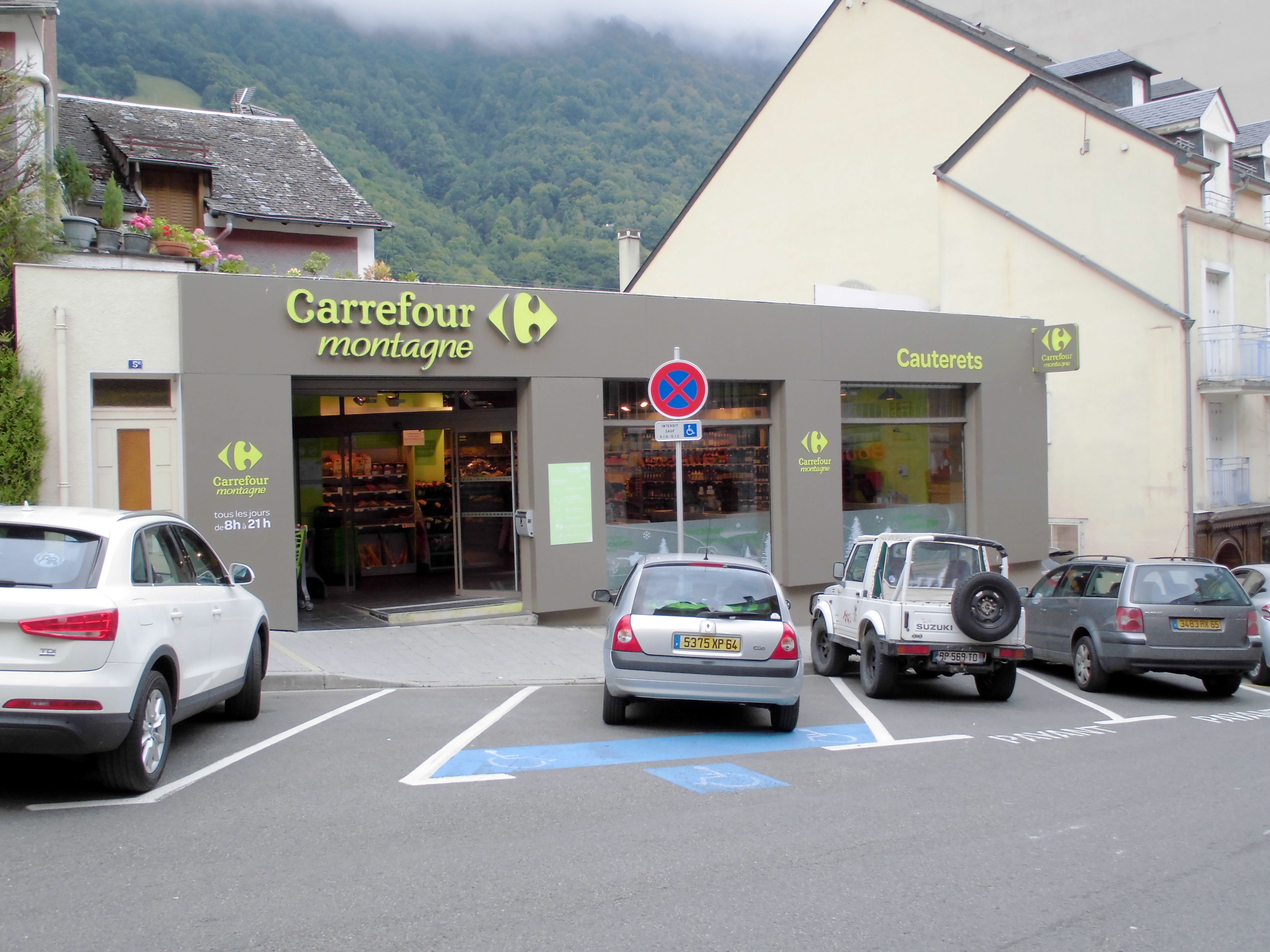
家樂福（Carrefour Montagne）位於法國上庇里牛斯省科特雷的分店

此類型店舖的品牌識別包括Express，City，Contact，Montagne，Bio，Proxi，...等，佔地在200至900平方米（約60~270坪）之間。
至2017年6月止，家樂福在全球共有7,180家便利店，其中法國4,237家，歐洲其他地區2,378 家，拉丁美洲485家，亞洲32家，其他國家48家。

## 店名與商標
Carrefour在法語中的意思是“十字路口”，起因為1960年6月開始營業的第一間家樂福超市，就在法國安錫Parmelan 大道和 André-Theuriet 大道的十字路口旁。
Carrefour現行的企業標誌第一次出現是在1966年，其設計概念取自法文商標字首C，C的右端延伸一個藍色箭頭，左端一個紅色箭頭，象徵四面八方的客源不斷地向著Carrefour聚集。
家樂福在進駐亞洲第一個市場—台灣時，將「Carrefour」翻譯成「家樂福」，取「家家快樂又幸福」的意思，這個名稱成為該集團在大中華地區的商標。
而在中东地区由迪拜Majid AlFuttaim集团经营，使用与法国家乐福大本营不同之独立风情特色logo，即与Majid AlFuttaim集团logo一致基础上调成红蓝相间颜色，该集团家乐福涵盖了阿联酋、沙特阿拉伯、肯尼亚、黎巴嫩、埃及、伊拉克、伊朗、科威特、卡塔尔、阿曼、巴基斯坦等中东国家地区。

## 股份組成
法國首富、全球最大奢侈品集團酩悅·軒尼詩－路易·威登集團主席Bernard Arnault及私募股權基金Colony Capital LLC組成的聯合財團是家樂福的最大股東，截至2013年9月底合共控制著14.77%的股份和20.06%的投票權。Bernard Arnault家族控股公司Groupe Arnault SA和olony Capital LLC和Blue Partners的持股比例分別為8.88%和5.89%。
2014年4月8日，老佛爺百貨的擁有者Moulin家族宣布已經通過家族控股公司Motier SAS斥資12.8億歐元，收購家樂福6.1%的股份4,420萬股，成為後者的第二大股東。
截至2018年12月31日家樂福集團股本總額為1,973,132,097.50歐元，其5％以上股東及其持股情況如下：Galfa12.91％; Groupe Arnault8.60％; Peninsula Europe7.61％。

## 發展概況
- 1959年，成立家樂福公司。
- 1960年6月，第一間家樂福超市於法國安錫Parmelan 大道和 André-Theuriet 大道的十字路口開業，店面規模約為850平方米。
- 1963年6月15日，第一間家樂福量販店於法國埃松省聖熱訥維耶沃代布瓦開業，為法國第一家量販店，店面規模約為2,500平方米。
- 1999年，家樂福與Promodès（英语：Promodès）（台譯為彭慕斯，陸譯為普美德斯）合併後，成為歐洲第一、世界第二大的零售商。
- 2000年，家樂福進入比利時市場，共投資8億至9億歐元兼併了曾是比利時零售業龍頭的GB連鎖超市。
- 2006年，家樂福宣布退出韓國市場。
- 2009年，家樂福宣布退出進入不足一年的俄羅斯市場和義大利南部市場。
- 2010年，家樂福宣布退出經營了10年的日本市場，將所有商場轉為永旺。
- 2010年6月底之前，家樂福關閉了比利時境内21間分店，並將另外20家分店轉讓给比利時第四大連鎖超市Mestdagh，共解雇1672名員工。
- 2017年，法國乳品巨頭拉克塔利斯集團嬰兒食品和奶粉產品受大規模沙門氏菌污染，包含為家樂福自有牌代工的產品受波及，遍及全球分店，法國財經部要求家長儘可能不食用拉克塔利斯產品[5]。
- 2018年1月，亚历山大·邦帕德（Alexandre Bompard）宣布了一项名为“家乐福 2022”的公司战略计划，旨在使家乐福成为“全民食品转型的领导者”。 该计划包括改善食品和包装可持续性的措施、限制食品浪费、开发有机产品、电子商务合作伙伴关系，以及从 2018 年开始的 20 亿欧元年度投资以及组织和成本削减措施。[6]。
- 2018年3月15日，台灣家樂福全新官網正式上線。
- 2018年7月3日，家樂福將與英國特易購建立為期3年的战略联盟，包括与全球供应商的关系、联合采购自有品牌产品和非转售产品。
- 由於不滿百事的漲價，2024年1月4日起法國、意大利、西班牙和比利时的家樂福開始下架百事的軟性飲料、零食等產品[7][8]。

## 分店

### 台灣
臺灣家樂福為亞洲區所設立的第一個據點。1987年，家樂福與統一企業合資成立「家福股份有限公司」（家樂福持股60%、統一企業持股20%、統一超商持股20%），總公司設立於臺北市南港區；第一家分店大順店於1989年在高雄市開始營運（屬於量販店型，已於2013年結束營業）。
家樂福在臺灣的經營業態由早期典型的量販店型、順應法規的批發倉儲店型，依序發展出賣場內另有一間或二間以上專門店的量販店型、結合數種不同類型的專門店，具備「吃喝玩樂買」一次購足（one-stop shopping）性質的購物中心店型（Shopping mall），以及深耕都會區社區與中小型城鎮的超市店型。
家樂福的標語口號包括早期的「天天都便宜，就是家樂福，天天喔！」，1997年推出自有品牌商品、1998年創立「超低價商品」、1999年首推「天天都便宜」的承諾、2004年推出「NO.1我們的最低價品牌」；2018年由全球家樂福共同推動「家樂福 2022」公司戰略計劃中，以食物轉型計畫為核心價值所號召「每個人都值得最好的」，以及重新定位後的「歡迎回家 家樂福」等。
2006年，原與法國巴黎銀行旗下公司佳信銀行（Cetelem）合作的簽帳卡取消，改成與台灣聯邦商業銀行合作推出之家樂福聯名信用卡與家樂福萬用金融卡；2011年改與玉山銀行合作發行聯名信用卡。
2019年起，家樂福自有產品由中華民國無添加餐飲食品發展協會（Anti Additive Clean Label Organization of Taiwan）驗證。截至2020年6月，已有126種產品送驗並通過檢驗合格。
2022年7月19日，統一集團於深夜11時40分於台灣證券交易所3樓召開記者會宣佈，由統一企業斥資311億元買下法商家樂福持有台灣家樂福60%股權，台灣家樂福成為統一集團百分之百獨資公司，2023年6月30日完成交割。

#### 分店資訊
截至2025年5月13日，家樂福於台灣共經營309間分店：66間為量販店型，243間為超市店型。截至2018年3月31日止，屬於購物中心店型（商店街、美食街、主題餐廳）的家樂福共有59間。
| 縣市   | 量販店數量 | 超市數量 |
| ------ | ---------- | -------- |
| 基隆市 | 0          | 4        |
| 臺北市 | 7          | 64       |
| 新北市 | 12         | 78       |
| 桃園市 | 7          | 28       |
| 新竹縣 | 1          | 11       |
| 新竹市 | 0          | 7        |
| 苗栗縣 | 1          | 3        |
| 臺中市 | 9          | 18       |
| 彰化縣 | 1          | 1        |
| 南投縣 | 2          | 0        |
| 雲林縣 | 3          | 0        |
| 嘉義縣 | 0          | 1        |
| 嘉義市 | 2          | 3        |
| 臺南市 | 6          | 6        |
| 高雄市 | 9          | 17       |
| 屏東縣 | 2          | 2        |
| 宜蘭縣 | 1          | 0        |
| 花蓮縣 | 1          | 1        |
| 台東縣 | 1          | 0        |
| 金門縣 | 1          | 0        |

#### 量販店型態
量販店及批發倉儲是家樂福進入臺灣市場最先推展的業態，為了順應臺灣法令對於都市土地使用分區管制規定，展店初期曾將賣場區分為兩種經營型態：屬於大型批發倉儲（Warehouse store）的綠店，設置於工業區內，消費者必須申辦會員購物；藍店則為零售量販店（Hypermarket），散置在住宅區和商業區內，提供一般零售服務，一般民眾可直接進入消費；後因臺灣政府開放變更使用執照，使量販店得設置於工業區土地，故已取消藍綠店之分，同時隨著都市擴張，分店地址亦逐漸市區化。
1996年，家樂福的展店店數及年營收超越當時臺灣的量販始祖萬客隆，成為臺灣最大的連鎖量販店。
有別於萬客隆展店前期多開設於偏遠郊區，致使主力客群受限於汽車族群；家樂福展店方式主要於市區周邊覓地興建獨立的量販賣場，或是進駐市區住商混合大樓的商業空間以及商業大樓、與購物中心合作設置賣場；併購同業、接手承租數間營運狀況不佳的地區型量販原址也是重要展店方式，2006年家樂福收購英商特易購量販台灣分店、2001年至2019年間，家樂福接手承租多家地區型量販分店原址，如大廣三百貨量販、愛買吉安量販、萬家福量販、大樂量販/大統超市、永信新天地量販、永吉大賣場、全買大賣場、台糖量販等。2008年，家樂福於雲林縣斗六市展店後，成為唯一於臺灣本島生活圈完全展店的連鎖量販店。2018年，家樂福不惜高昂的營運成本，看好中國籍遊客觀光及在地商機而進軍金門縣展店，成為首家在台灣本島以外的離島地區開設據點的量販店。未來並計劃於尚未開設量販店型的基隆市、新竹市、澎湖縣，以及台南市南台南站副都心展店。
2025年5月，家樂福量販在臺灣的分店數已達到66間，員工人數超過一萬人，穩站全台分店數第一大量販地位，總營收部分也是台灣非會員制零售型量販排名第一。家樂福量販主要競爭對手為全國性會員制零售型量販好市多，以及非會員制零售型量販如全國連鎖的大全聯、愛買、地區性量販/大型超市如大買家、大樂購物中心自營大型超市。
目前部分分店實施的24小時營業制度，是沿襲自特易購原各分店的作法，後來部份分店亦跟進特易購原分店，開始實施24小時營業（例如首間跟進的台北桂林店自2006年11月開業起、台中德安店自2007年3月30日起，即為24小時營業）；不過，也曾有嘗試以24小時延續終日無休營業的分店，因為深夜時段來客率過低，而又改回非24小時營業的例子。

##### 家樂福量販店營運中分店
截止至2025年7月，家樂福共有66家量販店正在營運。
| 縣市   | 行政區 | 分店   | 圖片 | 地址                                  | 備註                                                       |
| ------ | ------ | ------ | ---- | ------------------------------------- | ---------------------------------------------------------- |
| 臺北市 | 南港區 | 南港店 |      | 臺北市南港區南港路二段146號地下2樓    | 為第二代南港店                                             |
| 臺北市 | 松山區 | 三民店 |      | 臺北市松山區三民路160號               | 原特易購三民店 特易購時期24小時不打烊                      |
| 臺北市 | 內湖區 | 内湖店 |      | 臺北市内湖區民善街88號                |                                                            |
| 臺北市 | 萬華區 | 桂林店 |      | 臺北市萬華區桂林路1號                 | 24小時不打烊 企業總部                                      |
| 臺北市 | 大同區 | 重慶店 |      | 臺北市大同區重慶北路二段171號         |                                                            |
| 臺北市 | 士林區 | 天母店 |      | 臺北市士林區德行西路47號              |                                                            |
| 臺北市 | 北投區 | 北投店 |      | 臺北市北投區中和街366巷地下1樓        |                                                            |
| 新北市 | 樹林區 | 北大店 |      | 新北市樹林區大雅路288號地下1樓        |                                                            |
| 新北市 | 樹林區 | 樹林店 |      | 新北市樹林區大安路118號               |                                                            |
| 新北市 | 林口區 | 林口店 |      | 新北市林口區文化二路一段559號地下1樓  |                                                            |
| 新北市 | 新店區 | 新店店 |      | 新北市新店區中興路三段1號             | 24小時不打烊                                               |
| 新北市 | 土城店 | 土城店 |      | 新北市土城區青雲路152號地下1樓        | 位於迪斯尼購物廣場                                         |
| 新北市 | 中和區 | 中和店 |      | 新北市中和區中山路二段295號地下1樓    | 位於南山威力購物廣場                                       |
| 新北市 | 板橋區 | 板橋店 |      | 新北市板橋區三民路二段31號地下1樓     |                                                            |
| 新北市 | 三重區 | 蘆洲店 |      | 新北市三重區五華街282號               | 24小時不打烊                                               |
| 新北市 | 三重區 | 重新店 |      | 新北市三重區重新路五段654號           | 原特易購三重店開發案                                       |
| 新北市 | 新莊區 | 中平店 |      | 新北市新莊區中平路108號地下1樓        |                                                            |
| 新北市 | 汐止區 | 汐科店 |      | 新北市汐止區新臺五路一段99號地下1樓   | 位於iFG遠雄廣場                                            |
| 新北市 | 淡水區 | 淡新店 |      | 新北市淡水區中山北路二段383號         |                                                            |
| 宜蘭縣 | 宜蘭市 | 宜蘭店 |      | 宜蘭縣宜蘭市民權路二段38巷2號地下2樓  | 位於蘭城新月廣場                                           |
| 桃園市 | 中壢區 | 青埔店 |      | 桃園市中壢區高鐵南路二段352號2樓      | 位於環球購物中心桃園A19                                    |
| 桃園市 | 中壢區 | 内壢店 |      | 桃園市中壢區中華路一段450號           |                                                            |
| 桃園市 | 中壢區 | 中原店 |      | 桃園市中壢區中華路二段501號           | 原特易購中壢店 24小時不打烊                                |
| 桃園市 | 中壢區 | 中壢店 |      | 桃園市中壢區中山東路二段510號         |                                                            |
| 桃園市 | 八德區 | 八德店 |      | 桃園市八德區介壽路一段728號地下2樓    | 位於八德置地生活廣場                                       |
| 桃園市 | 桃園區 | 經國店 |      | 桃園市桃園區經國路369號               | 原特易購桃園店 24小時不打烊                                |
| 桃園市 | 平鎮區 | 平鎮店 |      | 桃園市平鎮區坤慶路1號                 |                                                            |
| 新竹縣 | 竹北市 | 竹北店 |      | 新竹縣竹北市光明六路89號1樓           |                                                            |
| 苗栗縣 | 苗栗市 | 苗栗店 |      | 苗栗縣苗栗市國華路599號               |                                                            |
| 臺中市 | 西屯區 | 西屯店 |      | 臺中市西屯區台灣大道四段1086號        | 原台糖量販西屯店                                           |
| 臺中市 | 西屯區 | 青海店 |      | 臺中市西屯區青海路二段207-18號        | 原特易購青海店 24小時不打烊                                |
| 臺中市 | 西屯區 | 中清店 |      | 臺中市西屯區中清路三段436號           |                                                            |
| 臺中市 | 豐原區 | 豐原店 |      | 臺中市豐原區成功路500號               |                                                            |
| 臺中市 | 太平區 | 太平店 |      | 臺中市太平區中平七街70號              | 原萬家福量販太平店                                         |
| 臺中市 | 南屯區 | 文心店 |      | 臺中市南屯區文心路一段521號           | 原特易購文心店開發案 24小時不打烊                          |
| 臺中市 | 南屯區 | 大墩店 |      | 臺中市南屯區大墩路533號地下1樓        | 位於大墩食衣生活廣場                                       |
| 臺中市 | 東區   | 德安店 |      | 臺中市東區復興路四段186號地下1樓      | 原愛買吉安量販德安店 位於大魯閣新時代購物中心 24小時不打烊 |
| 臺中市 | 沙鹿區 | 沙鹿店 |      | 臺中市沙鹿區光華路336號               | 原永信新天地量販沙鹿店                                     |
| 彰化縣 | 彰化市 | 彰化店 |      | 彰化縣彰化市金馬路二段321號           |                                                            |
| 南投縣 | 南投市 | 南投店 |      | 南投縣南投市三和三路21號              |                                                            |
| 南投縣 | 埔里鎮 | 埔里店 |      | 南投縣埔里鎮信義路1029號              | 原永吉大賣場埔里信義店                                     |
| 雲林縣 | 北港鎮 | 北港店 |      | 雲林縣北港鎮華南路101號               | 原台糖量販北港店                                           |
| 雲林縣 | 斗六市 | 斗六店 |      | 雲林縣斗六市雲林路二段297號           |                                                            |
| 雲林縣 | 虎尾鎮 | 虎尾店 |      | 雲林縣虎尾鎮立新街96號                | 原全買大賣場虎尾店                                         |
| 嘉義市 | 東區   | 北門店 |      | 嘉義市東區忠孝路346巷21號             | 原萬家福量販嘉義店                                         |
| 嘉義市 | 西區   | 嘉義店 |      | 嘉義市西區博愛路二段461號             |                                                            |
| 臺南市 | 仁德區 | 新仁店 |      | 臺南市仁德區大同路三段755號           | 原台糖嘉年華購物中心                                       |
| 臺南市 | 仁德區 | 仁德店 |      | 臺南市仁德區中山路711號               |                                                            |
| 臺南市 | 中西區 | 安平店 |      | 臺南市中西區中華西路二段16號          | 原特易購台南店 24小時不打烊                                |
| 臺南市 | 永康區 | 中華店 |      | 臺南市永康區中華二路350號地下1樓之1-8 |                                                            |
| 臺南市 | 永康區 | 中正店 |      | 臺南市永康區中正南路358號             |                                                            |
| 臺南市 | 新營區 | 新營店 |      | 臺南市新營區健康路251號               |                                                            |
| 高雄市 | 楠梓區 | 新楠店 |      | 高雄市楠梓區土庫一路60號              | 原台糖量販楠梓店                                           |
| 高雄市 | 楠梓區 | 楠梓店 |      | 高雄市楠梓區藍田路288號               |                                                            |
| 高雄市 | 前鎮區 | 光華店 |      | 高雄市前鎮區光華二路157號             | 原大樂量販光華店                                           |
| 高雄市 | 前鎮區 | 成功店 |      | 高雄市前鎮區中華五路1111號            | 原特易購高雄店開發案                                       |
| 高雄市 | 三民區 | 澄清店 |      | 高雄市三民區澄清路635號               | 原大統超市澄清店                                           |
| 高雄市 | 三民區 | 愛河店 |      | 高雄市三民區河東路356號               |                                                            |
| 高雄市 | 三民區 | 鼎山店 |      | 高雄市三民區大順二路849號             | 24小時不打烊                                               |
| 高雄市 | 鳳山區 | 鳳山店 |      | 高雄市鳳山區中山西路236號             | 原大廣三百貨量販鳳山店                                     |
| 高雄市 | 鳳山區 | 五甲店 |      | 高雄市鳳山區林森路291號               |                                                            |
| 屏東縣 | 屏東市 | 新屏店 |      | 屏東縣屏東市台糖街3號                 | 原台糖量販屏東店                                           |
| 屏東縣 | 屏東市 | 屏東店 |      | 屏東縣屏東市仁愛路188號               |                                                            |
| 臺東縣 | 臺東市 | 臺東店 |      | 臺東縣臺東市正氣路300-1號             |                                                            |
| 花蓮縣 | 新城鄉 | 花蓮店 |      | 花蓮縣新城鄉嘉里路15號地下1樓         |                                                            |
| 金門縣 | 金寧鄉 | 金門店 |      | 金門縣金寧鄉伯玉路二段223號           | 位於麗陽金門家樂福商場                                     |

##### 家樂福量販店已停業分店
| 縣市           | 行政區 | 分店   | 地址                                 | 備註                                                       |
| -------------- | ------ | ------ | ------------------------------------ | ---------------------------------------------------------- |
| 臺北市         | 信義區 | 東興店 | 臺北市信義區東興路37號               | 2020年3月8日結束營業                                       |
| 臺北市         | 南港區 | 南港店 | 臺北市南港區南港路二段20巷5號地下1樓 | 為第一代南港店，2020年9月10日結束營業                      |
| 臺北市         | 中山區 | 大直店 | 臺北市中山區樂群三路218號            | 2022年12月4日結束營業                                      |
| 臺北縣／新北市 | 三重市 | 三重店 | 臺北縣三重市重新路五段609巷2號       | 2007年12月31日結束營業                                     |
| 臺北縣／新北市 | 汐止區 | 汐止店 | 新北市汐止區新臺五路一段96號         | 2015年結束營業                                             |
| 臺北縣／新北市 | 淡水鎮 | 淡水店 | 臺北縣淡水鎮民權路27-2號             | 2010年1月31日結束營業                                      |
| 臺北縣／新北市 | 新店市 | 碧潭店 | 臺北縣新店市溪園路365號              | 原特易購新店店，2006年12月6日結束營業                      |
| 桃園市         | 桃園區 | 桃園店 | 桃園市桃園區春日路1593號             | 2025年3月7日結束營業                                       |
| 桃園市         | 中壢區 | 大江店 | 桃園市中壢區中園路二段501號地下1樓   | 位於大江國際購物中心，2017年1月2日結束營業                 |
| 臺中市         | 北區   | 崇德店 | 臺中市北區崇德路一段635號            | 2020年7月31日結束營業                                      |
| 高雄市         | 三民區 | 十全店 | 高雄市三民區十全一路149號            | 2018年1月14日結束營業                                      |
| 高雄市         | 苓雅區 | 大順店 | 高雄市苓雅區大順三路177號            | 2013年10月31日結束營業                                     |
| 屏東縣         | 屏東市 | 屏中店 | 屏東縣屏東市自由路550號              | 原大樂量販屏東店，2008年10月9日開業，2011年5月31日結束營業 |

#### 超市型態

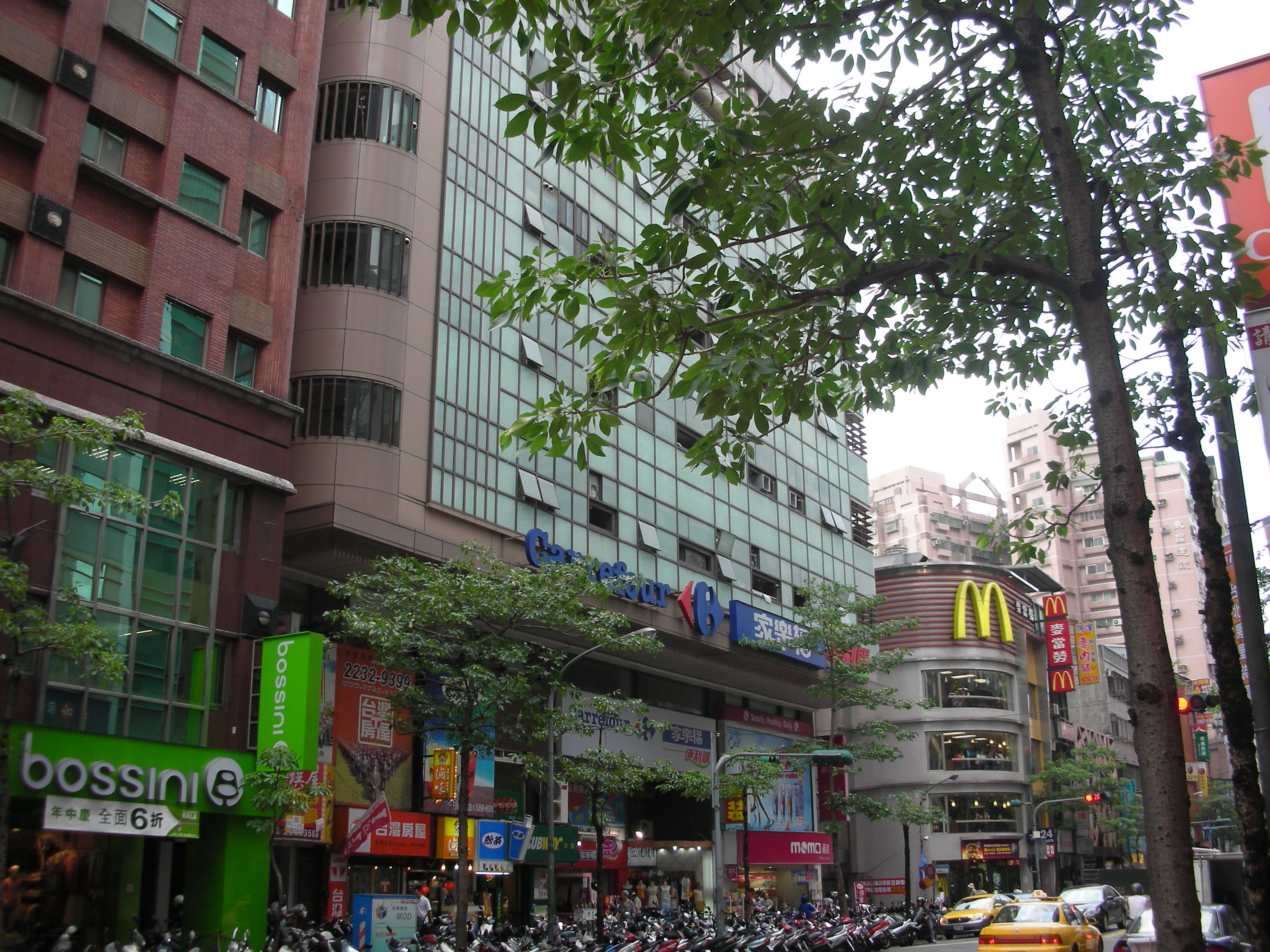
永和永安店（2011年家樂福便利購舊貌）
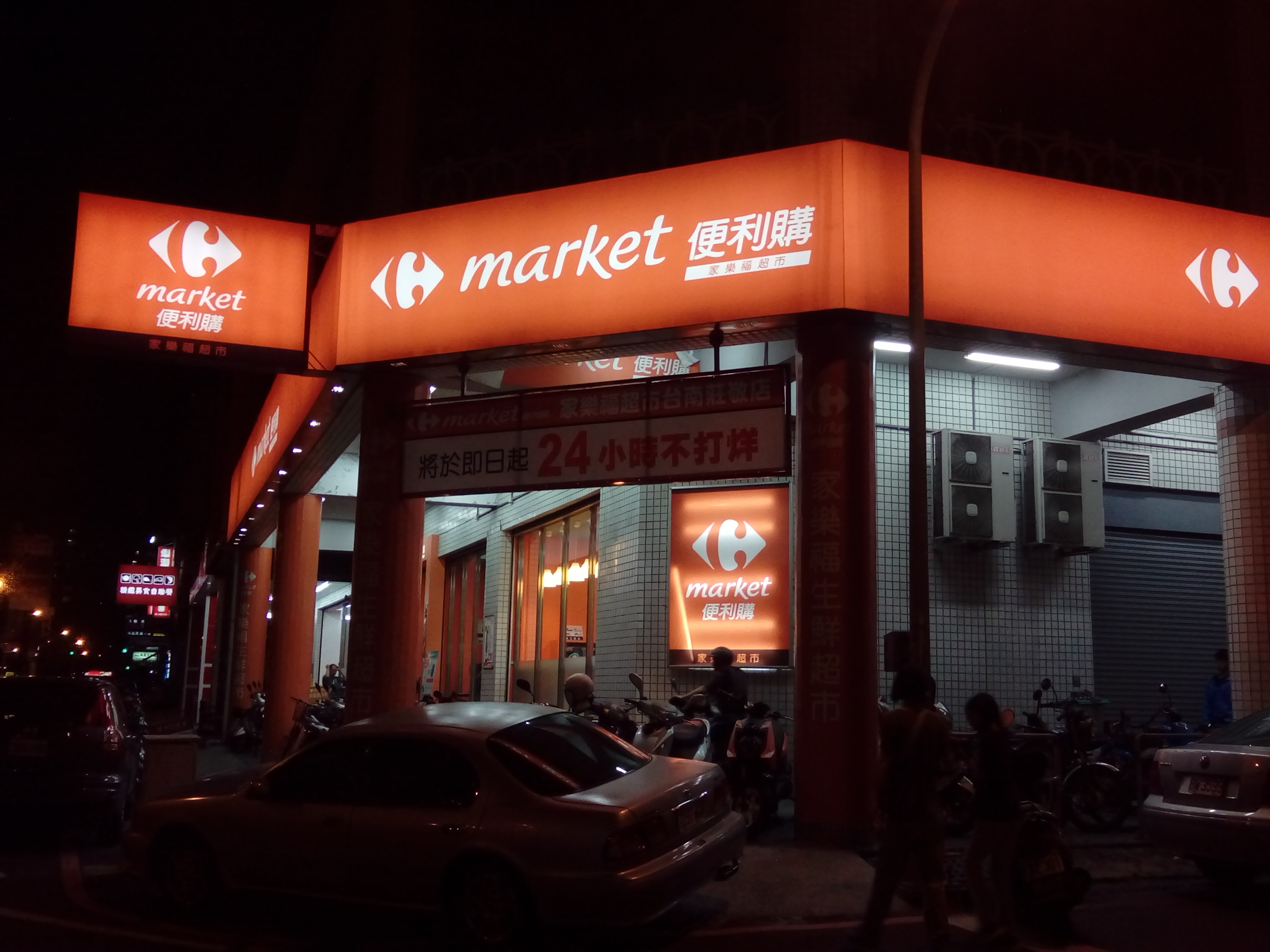
台南莊敬店（2016年market便利購舊貌）
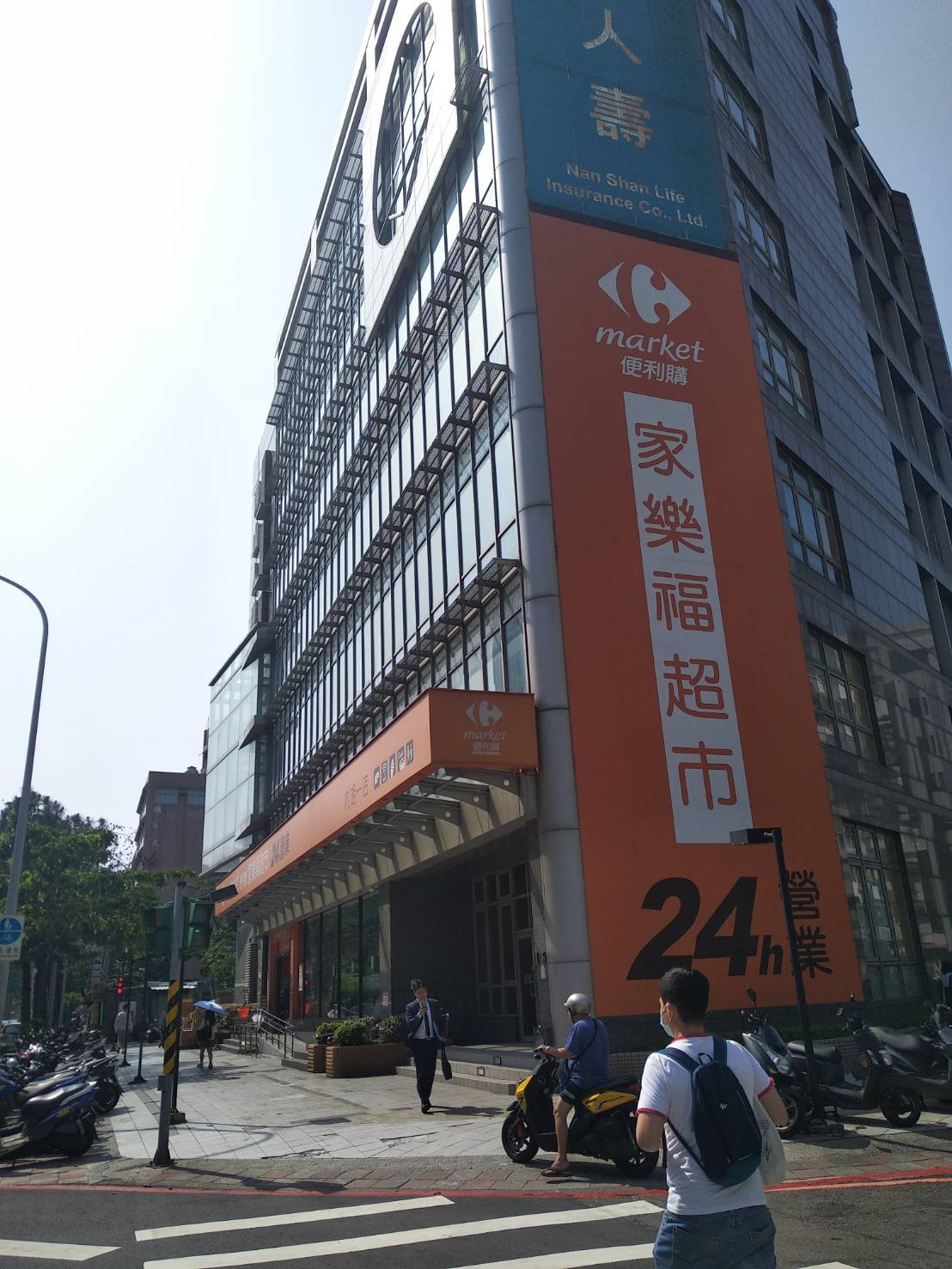
內湖東湖店
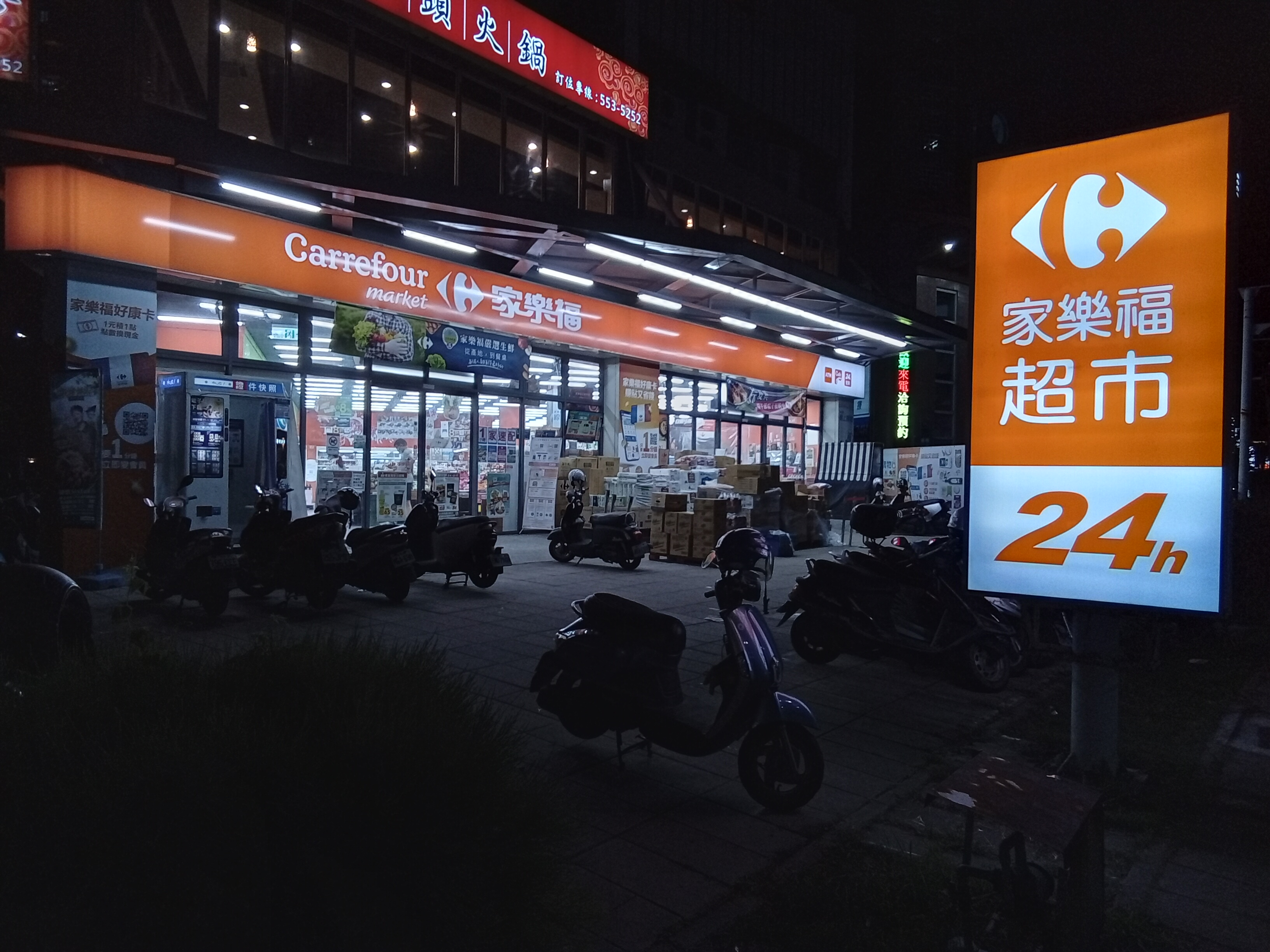
原為頂好超市的高雄美術東店

2000年代中後期，家樂福量販店型在台灣的展店空間已趨近飽和，且家樂福有意與當時分店數近500間的連鎖超市龍頭全聯福利中心競逐超市市場，故2009年於臺北縣（今新北市）板橋府中商圈、永和永安、土城福益等地開設3間測試性質的「家樂福便利購」；而由於2012年臺灣量販超市業年營收排行，以量販店為主業的家樂福被全聯福利中心超越，自第一名下降至第二，故家樂福於2013年起重啟便利購展店計畫，在全臺都會區社區及中小型城鎮展開大規模拓店計畫，品牌識別名稱改採用「便利購」（2014年後開設的分店增加副標「家樂福超市」），視覺設計主色則採用亮橘色與深棕色，營業面積約在120~300坪之間。 2018年12月後開設的分店採用新版品牌識別「 家樂福」、視覺設計主色採用亮橘色與白色的設計風格；同月，開設面向鄰里的桃園桃中店，營業面積僅42坪，商品品項以雜貨類為主，為測試性質的小型超市店型（現已結束營業）。2019年8月，自6月起接手的3間台糖健康超市陸續改裝開業。2020年12月以9,700萬歐元（約32億臺幣）向怡和集團牛奶國際（Dairy Farm；2021年8月改稱DFI零售集團）收購其在台惠康百貨所有股份，併購199間頂好超市及25間Jasons Market Place頂級超市，頂好超市招牌與內裝於2021年2月至11月陸續更換成家樂福超市，扣除少數租約到期的頂好分店，再加上原先家樂福自行開設的69間超市店型後，改裝完畢後的家樂福超市分店數達到249間，穩坐僅次於全聯福利中心的台灣第二大連鎖超市地位，家樂福超市主要競爭對手為全聯福利中心、美廉社、地區性連鎖超市如楓康超市。
Jasons Market Place頂級超市經保留原品牌營運兩年後，於2022年12月授權到期，故包含招牌、內裝更換，店務整改等改裝工程，於2022年4月起以每月改裝1~2間分店的進度，陸續改名為「Mia C'bon Market」，並於2022年11月全數完成改裝。 主要競爭對手為全國連鎖頂級超市如C!ty'super、LOPIA、美麗市場（新光三越自營超市），地區性連鎖頂級超市如Breeze Super，地區性單店頂級超市如Fresh Mart（遠東SOGO自營超市）、裕毛屋凱福登超市。

#### 購物中心型態

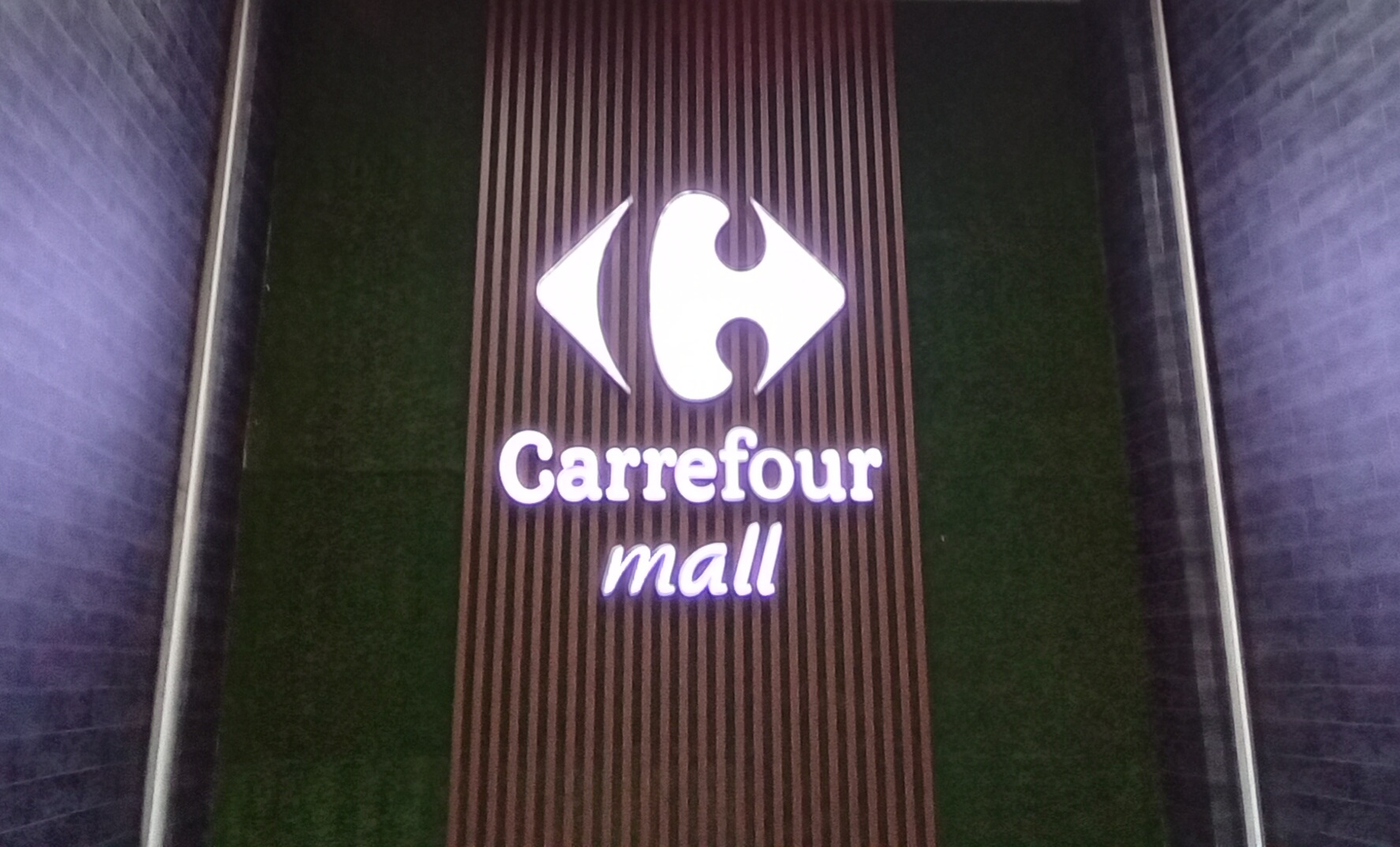
家樂福購物中心Logo
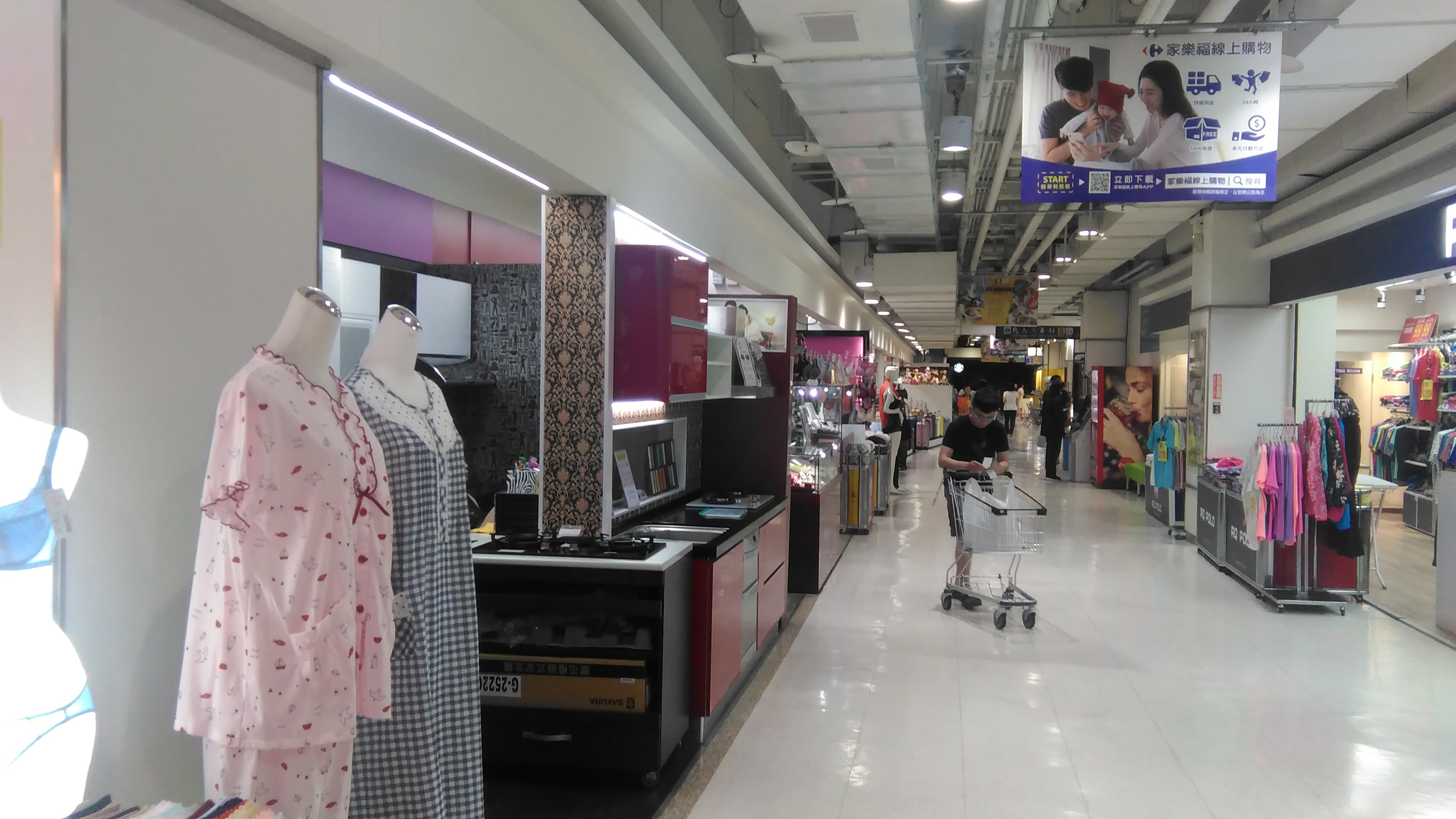
1990年代中期開設的家樂福量販店，為典型的獨棟賣場形式，屬於較早期開設的分店，受限於賣場規模較小，故僅於出入動線附設小型美商街，圖為家樂福高雄愛河店
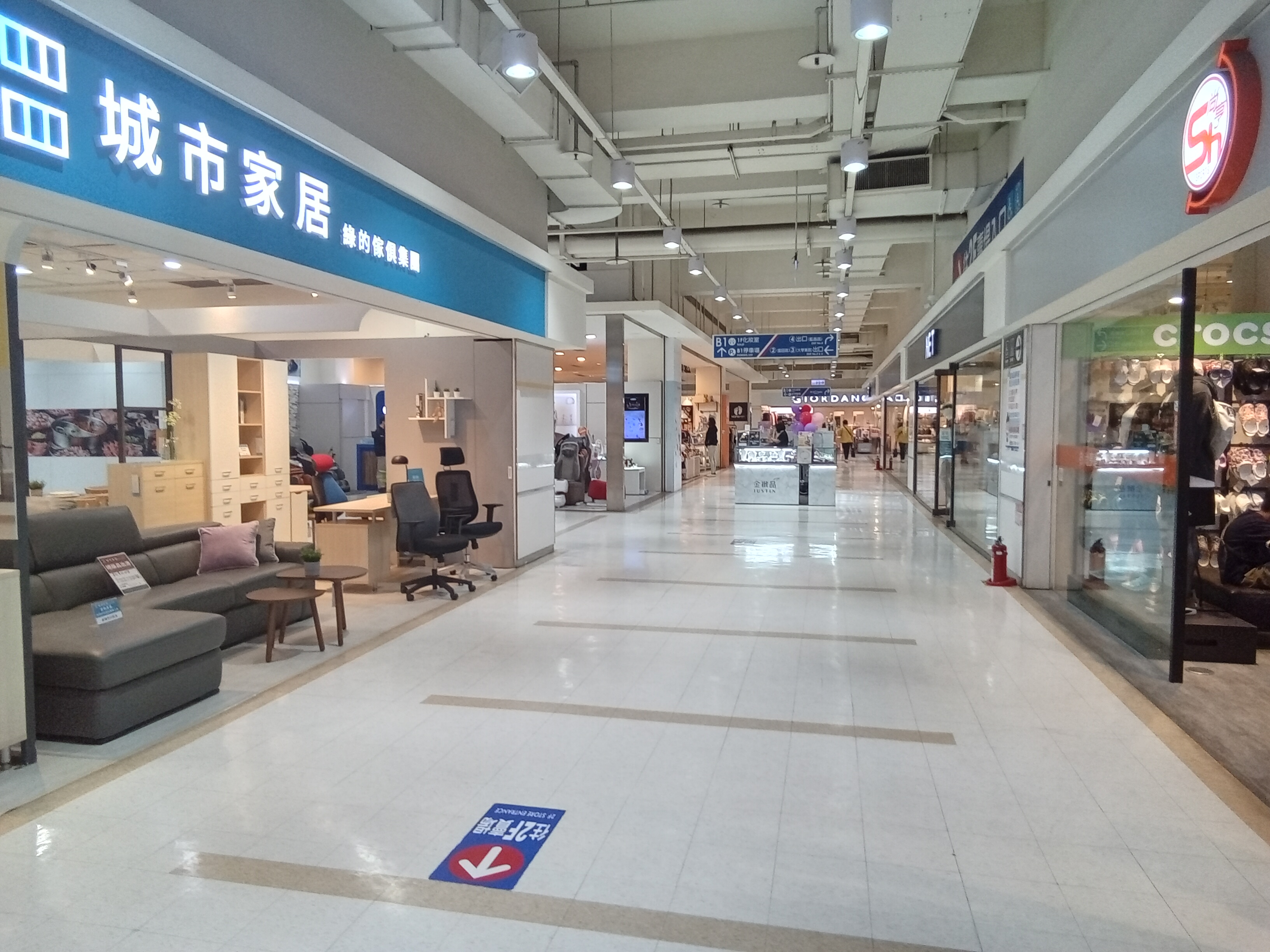
2000年代晚期開設的家樂福量販店，為典型的獨棟賣場形式，集結美食餐廳及專櫃商店，規模中型、社區型購物中心模式的Carrefour Mall，圖為家樂福高雄楠梓店
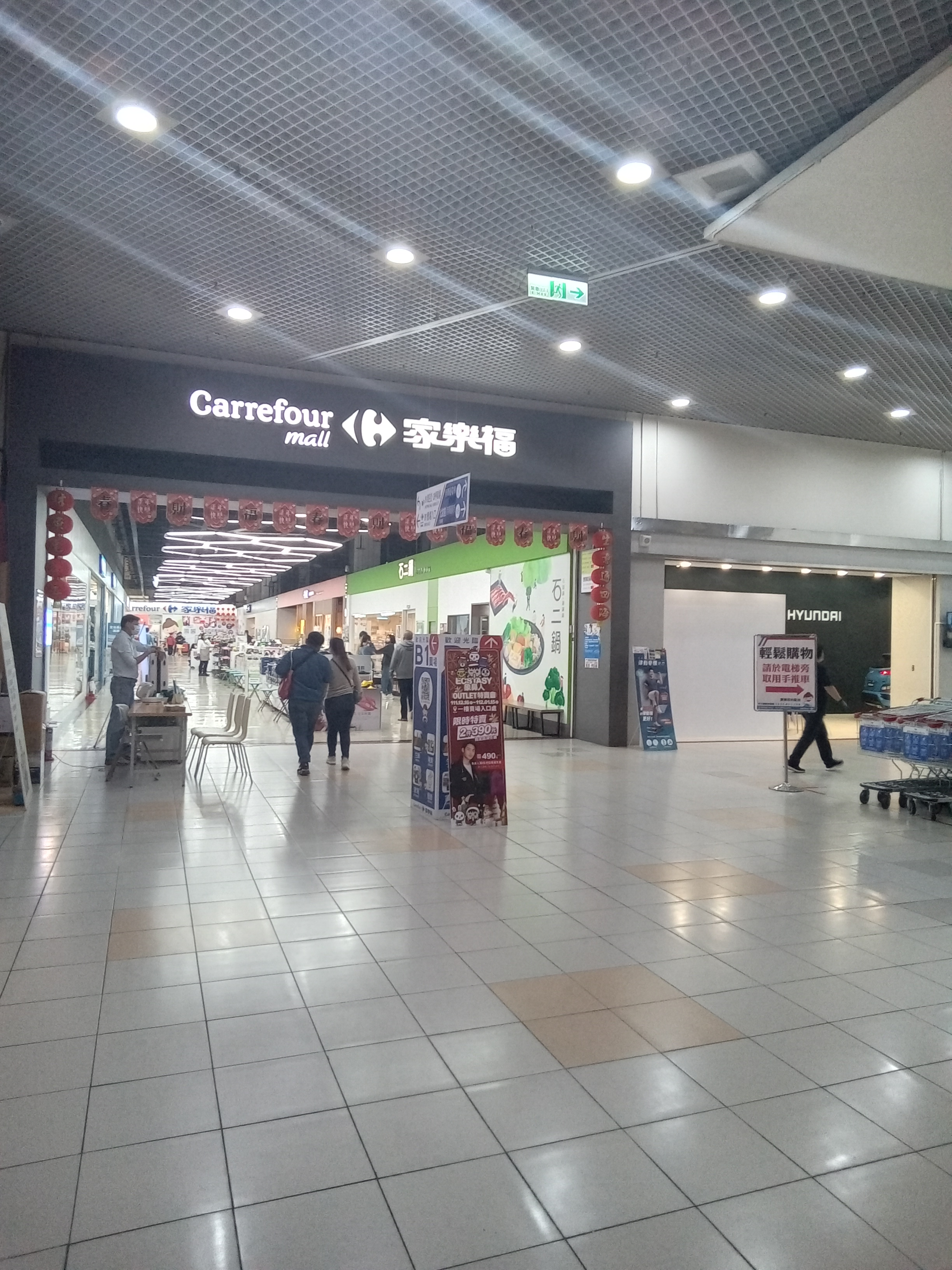
圖為家樂福高雄新楠店，為典型的獨棟賣場形式，原為2000年代早期開設的台糖量販楠梓店，後於2019年由家樂福接手改裝為集結美食餐廳及專櫃、大型專門店，規模中型、社區型購物中心模式的Carrefour Mall
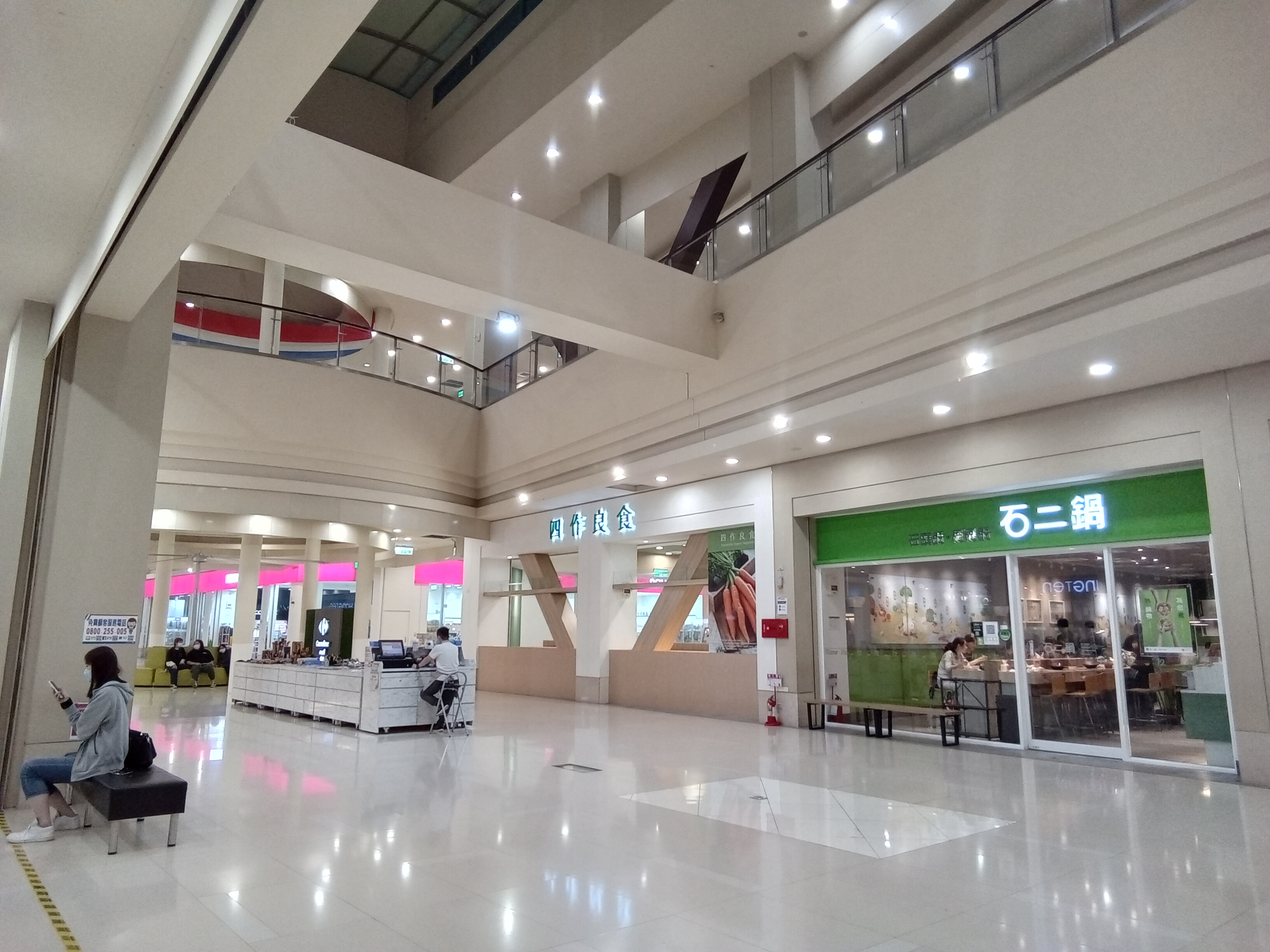
圖為家樂福台南新仁店，原為2000年代早期開設的台糖嘉年華購物中心，後於2019年由家樂福接手改裝為美商街商店坪數頗具規模，並有設置影城的規模中型、社區型購物中心模式的Carrefour Mall
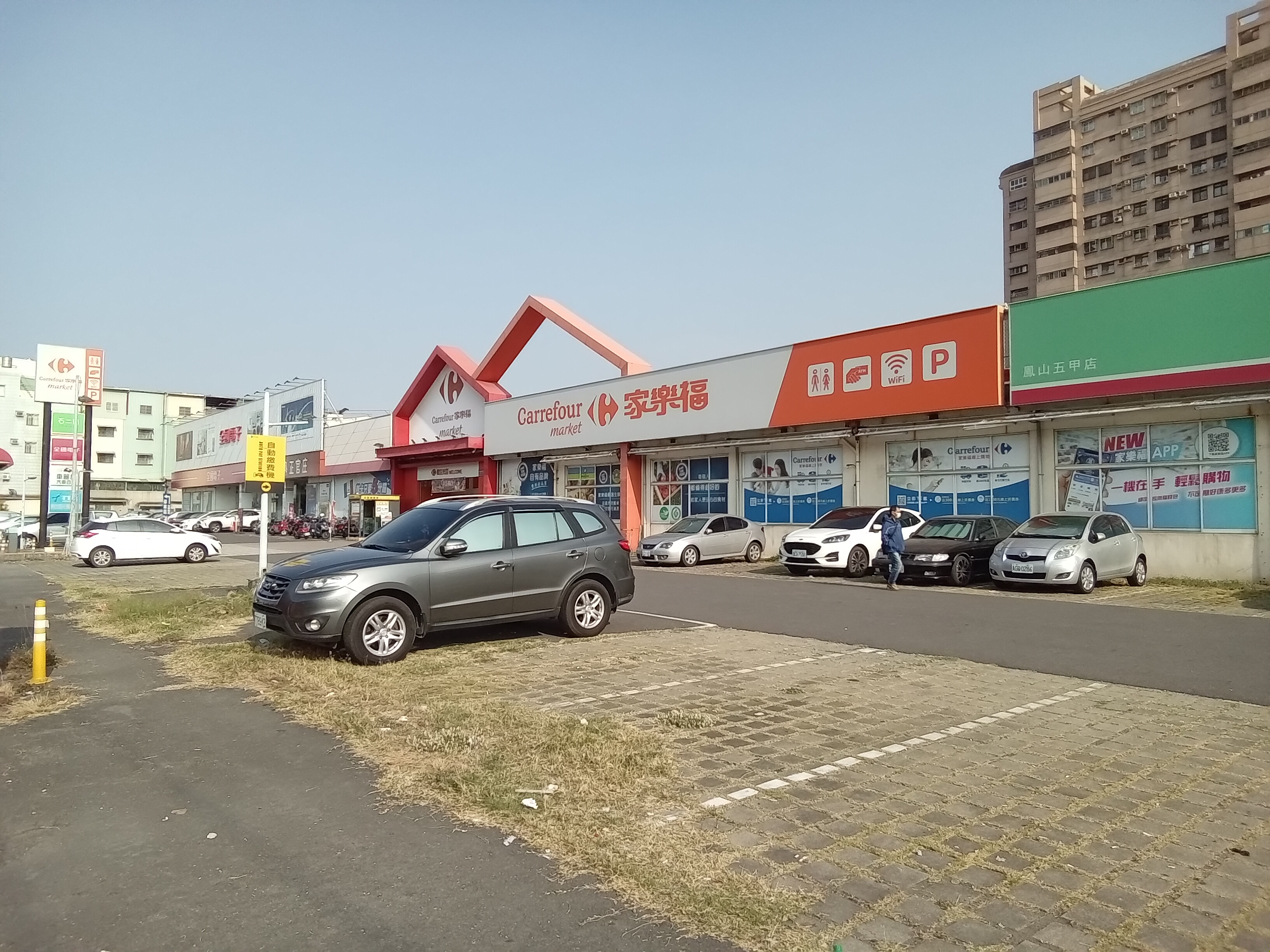
圖為家樂福超市鳳山甲一店，原為2010年代早期開設的台糖健康超市，後於2019年由家樂福接手經營，並保留原來的附屬商店分租經營的規模小型、鄰里型購物中心模式的Carrefour Mall

家樂福早期開設的量販店面積較小，僅於賣場出入動線兩端設置小規模的美食商店街，直到2002年首度引入歐陸量販商場模式，於桃園縣中壢市（今桃園市中壢區）內壢地區開設商場總樓板面積達7,300坪（未含停車場）的旗艦店，當時號稱為全亞洲規模最大的量販店，規劃為平面式單一樓層賣場，其中美商街面積即佔約4,100坪；此後家樂福展店大多朝向以量販為主力店、規模中型的社區型購物中心模式進行規劃，部分面積較大的分店除服飾、雜貨、餐飲、遊戲場等中小型店舖外，亦將空間租給連鎖居家用品店、連鎖運動用品店、健身中心、婚宴會館等大型專門店共同集客，而兼具動力中心的性質；2004年開幕的台北新店店（又稱家樂福新店城，目前為臺灣家樂福店王），商場樓地板面積就達萬坪以上，頂樓還附設全國首創的空中高爾夫練習場；2017年接手經營的臺中豐原元亨利貞購物商城引進了首間附設於量販商場內的連鎖影城In89豪華數位影城；2019年接手的5間台糖量販中，臺南新仁店（原台糖嘉年華購物中心，商場總樓板面積約7,000坪，屬旗艦店）與雲林北港店皆引進秀泰影城。
除了量販商場外，家樂福面積較大的超市也會結合商店及餐飲，組合成小型商場或沿街式店面群（根據美國購物中心術語，可依照規模稱為條狀商場、鄰里購物中心）；2013年5月於桃園縣（今桃園市）蘆竹開設首間附設小型商場的便利購南竹店，營業面積近500坪。 2019年8月，接手經營的3間原台糖健康超市分店，皆保留原來的附屬商店分租經營。2021年12月，開設營業面積逾1,000坪的家樂福超市龜山文青店，其中商場面積約700坪。

##### Carrefour Mall店家列表
本列表僅列出家樂福量販店的店家。
| 縣市   | 行政區 | 家樂福分店店名 | 店家                        | 地址                          | 樓層    |
| ------ | ------ | -------------- | --------------------------- | ----------------------------- | ------- |
| 臺北市 | 南港區 | 南港店         | 寶島眼鏡                    | 臺北市南港區南港路二段146號   | 地下1樓 |
| 臺北市 | 松山區 | 三民店         | 依夢内衣                    | 臺北市松山區三民路160號       | 1樓     |
| 臺北市 | 内湖區 | 内湖店         | 88號樂章婚宴會館            | 臺北市内湖區民善街88號        | 5樓     |
| 臺北市 | 内湖區 | 内湖店         | 路易莎咖啡                  | 臺北市内湖區民善街88號        | 1樓     |
| 臺北市 | 内湖區 | 内湖店         | 三商巧福                    | 臺北市内湖區民善街88號        | 1樓     |
| 臺北市 | 内湖區 | 内湖店         | 定食8                       | 臺北市内湖區民善街88號        | 1樓     |
| 臺北市 | 内湖區 | 内湖店         | 洋城意大利餐廳              | 臺北市内湖區民善街88號        | 1樓     |
| 臺北市 | 内湖區 | 内湖店         | 漢堡王                      | 臺北市内湖區民善街88號        | 1樓     |
| 臺北市 | 内湖區 | 内湖店         | 炸鷄大師                    | 臺北市内湖區民善街88號        | 1樓     |
| 臺北市 | 内湖區 | 内湖店         | 爭鮮                        | 臺北市内湖區民善街88號        | 1樓     |
| 臺北市 | 内湖區 | 内湖店         | 花蓮扁食                    | 臺北市内湖區民善街88號        | 1樓     |
| 臺北市 | 内湖區 | 内湖店         | 醇現烤                      | 臺北市内湖區民善街88號        | 1樓     |
| 臺北市 | 内湖區 | 内湖店         | 荖子鍋                      | 臺北市内湖區民善街88號        | 1樓     |
| 臺北市 | 内湖區 | 内湖店         | 珍有福                      | 臺北市内湖區民善街88號        | 1樓     |
| 臺北市 | 内湖區 | 内湖店         | Mister Donut                | 臺北市内湖區民善街88號        | 1樓     |
| 臺北市 | 内湖區 | 内湖店         | 呈信鵝肉                    | 臺北市内湖區民善街88號        | 1樓     |
| 臺北市 | 内湖區 | 内湖店         | 韓楓館韓式料理              | 臺北市内湖區新湖一路36巷16號  | 1樓     |
| 臺北市 | 内湖區 | 内湖店         | 禾野新鐵板燒                | 臺北市内湖區民善街88號        | 1樓     |
| 臺北市 | 内湖區 | 内湖店         | 勝勢銷魂雞肉飯              | 臺北市内湖區民善街88號        | 1樓     |
| 臺北市 | 内湖區 | 内湖店         | adidas愛迪達                | 臺北市内湖區民善街88號        | 1樓     |
| 臺北市 | 内湖區 | 内湖店         | PUMA                        | 臺北市内湖區民善街88號        | 1樓     |
| 臺北市 | 内湖區 | 内湖店         | RQ-POLO                     | 臺北市内湖區民善街88號        | 1樓     |
| 臺北市 | 内湖區 | 内湖店         | 格蘭威爾科技美車            | 臺北市内湖區民善街88號        | 地下1樓 |
| 臺北市 | 内湖區 | 内湖店         | Nike                        | 臺北市内湖區民善街88號        | 1樓     |
| 臺北市 | 内湖區 | 内湖店         | Timberland                  | 臺北市内湖區民善街88號        | 1樓     |
| 臺北市 | 内湖區 | 内湖店         | DNA專業快速剪髮             | 臺北市内湖區民善街88號        | 1樓     |
| 臺北市 | 内湖區 | 内湖店         | Levi's                      | 臺北市内湖區民善街88號        | 1樓     |
| 臺北市 | 内湖區 | 内湖店         | Asics                       | 臺北市内湖區民善街88號        | 1樓     |
| 臺北市 | 内湖區 | 内湖店         | GIORDANO （目前暫停營業中） | 臺北市内湖區民善街88號        | 1樓     |
| 臺北市 | 内湖區 | 内湖店         | SKECHERS                    | 臺北市内湖區民善街88號        | 1樓     |
| 臺北市 | 内湖區 | 内湖店         | 玩具反斗城                  | 臺北市内湖區民善街88號        | 4樓     |
| 臺北市 | 内湖區 | 内湖店         | 宜得利家居                  | 臺北市内湖區民善街88號        | 4樓     |
| 臺北市 | 内湖區 | 内湖店         | 台灣彩券                    | 臺北市内湖區民善街88號        | 1樓     |
| 臺北市 | 内湖區 | 内湖店         | 收多易迷你倉庫              | 臺北市内湖區民善街88號        | 4樓     |
| 臺北市 | 内湖區 | 内湖店         | HAKERS                      | 臺北市内湖區民善街88號        | 1樓     |
| 臺北市 | 内湖區 | 内湖店         | 母子鱷魚                    | 臺北市内湖區民善街88號        | 1樓     |
| 臺北市 | 内湖區 | 内湖店         | Wave 3                      | 臺北市内湖區民善街88號        | 1樓     |
| 臺北市 | 萬華區 | 桂林店         | 星巴克                      | 臺北市萬華區桂林路1號         | 1樓     |
| 臺北市 | 萬華區 | 桂林店         | 爭鮮                        | 臺北市萬華區桂林路1號         | 1樓     |
| 臺北市 | 萬華區 | 桂林店         | 石二鍋                      | 臺北市萬華區桂林路1號         | 4樓     |
| 臺北市 | 萬華區 | 桂林店         | 麥當勞                      | 臺北市萬華區桂林路1號         | 1樓     |
| 臺北市 | 萬華區 | 桂林店         | 麻膳堂                      | 臺北市萬華區桂林路1號         | 1樓     |
| 臺北市 | 萬華區 | 桂林店         | 炸鷄大師                    | 臺北市萬華區桂林路1號         | 1樓     |
| 臺北市 | 萬華區 | 桂林店         | 丸龜製麵                    | 臺北市萬華區桂林路1號         | 4樓     |
| 臺北市 | 萬華區 | 桂林店         | 花月嵐                      | 臺北市萬華區桂林路1號         | 4樓     |
| 臺北市 | 萬華區 | 桂林店         | 吉豚屋                      | 臺北市萬華區桂林路1號         | 4樓     |
| 臺北市 | 萬華區 | 桂林店         | hot 7 Plus鐵板燒            | 臺北市萬華區桂林路1號         | 4樓     |
| 臺北市 | 萬華區 | 桂林店         | 洋城意大利餐廳              | 臺北市萬華區桂林路1號         | 4樓     |
| 臺北市 | 萬華區 | 桂林店         | Mister Donut                | 臺北市萬華區桂林路1號         | 1樓     |
| 臺北市 | 萬華區 | 桂林店         | 甘物家                      | 臺北市萬華區桂林路1號         | 1樓     |
| 臺北市 | 萬華區 | 桂林店         | 北村豆腐家                  | 臺北市萬華區桂林路1號         | 4樓     |
| 臺北市 | 萬華區 | 桂林店         | 海底撈火鍋                  | 臺北市萬華區桂林路1號         | 4樓     |
| 臺北市 | 萬華區 | 桂林店         | DNA專業快速剪髮             | 臺北市萬華區桂林路1號         | 1樓     |
| 臺北市 | 萬華區 | 桂林店         | 迪卡儂                      | 臺北市萬華區桂林路1號         | 1樓     |
| 臺北市 | 萬華區 | 桂林店         | 台灣彩券                    | 臺北市萬華區桂林路1號         | 1樓     |
| 臺北市 | 萬華區 | 桂林店         | 玩美汽車工藝                | 臺北市萬華區桂林路1號         | 5樓     |
| 臺北市 | 大同區 | 重慶店         | 三商巧福                    | 臺北市大同區重慶北路二段171號 | 1樓     |
| 臺北市 | 大同區 | 重慶店         | 爭鮮                        | 臺北市大同區重慶北路二段171號 | 1樓     |
| 臺北市 | 大同區 | 重慶店         | 百八魚場                    | 臺北市大同區重慶北路二段171號 | 1樓     |
| 臺北市 | 大同區 | 重慶店         | 薩莉亞                      | 臺北市大同區重慶北路二段171號 | 1樓     |
| 臺北市 | 大同區 | 重慶店         | 兩餐                        | 臺北市大同區重慶北路二段171號 | 1樓     |
| 臺北市 | 大同區 | 重慶店         | 丸龜製麵                    | 臺北市大同區重慶北路二段171號 | 1樓     |
| 臺北市 | 大同區 | 重慶店         | 荖子鍋                      | 臺北市大同區重慶北路二段171號 | 1樓     |
| 臺北市 | 大同區 | 重慶店         | 路易莎                      | 臺北市大同區重慶北路二段171號 | 1樓     |
| 臺北市 | 大同區 | 重慶店         | DNA專業快速剪髮             | 臺北市大同區重慶北路二段171號 | 1樓     |

#### impact概念店

##### 理念宣傳
家樂福自2018年推動食物轉型計畫，希望每個人都值得最好，更希望落實企業社會責任，於2019年7月份進駐台北NPO聚落（NPO HUB TAIPEI），開設家樂福影響力概念店（Carrefour impact），響應聯合國SDGs永續目標，在店內傳遞目前實踐的減少食物浪費、健康生活、以人為本、愛護環境、生物多樣性的精神，整體裝潢使用二手家具或回收木架打造，同時募集杯子讓整體更環保，也將持續所推廣的非籠飼雞蛋、透明鮮乳、透明吐司、黑纖米、2021、御鼎興等動物福利及小農商品、社企品牌、在地傳承的好物呈現給民眾，更加入了有機健康的家樂福BIO商品、對環境友善的eco商品以及美妝、零食…等特色商品，同時也不提供塑膠袋，鼓勵消費者除了自備購物袋，更可以把家中的紙袋帶來店響應”袋袋相傳”。

##### 分店
| 縣市   | 行政區 | 分店                         | 地址                               | 備註                                         |
| ------ | ------ | ---------------------------- | ---------------------------------- | -------------------------------------------- |
| 臺北市 | 中正區 | NPO聚落店 重慶影響力概念店   | 臺北市中正區重慶南路三段2號        |                                              |
| 臺北市 | 内湖區 | 内湖店                       | 臺北市内湖區民善街88號             | 位於家樂福内湖店2樓賣場                      |
| 臺北市 | 南港區 | 南港店                       | 臺北市南港區南港路二段146號地下1樓 | 位於家樂福南港店地下1樓                      |
| 桃園市 | 中壢區 | 内壢店                       | 桃園市中壢區中華路一段450號        | 位於家樂福内壢店1樓                          |
| 桃園市 | 中壢區 | 青埔店                       | 桃園市中壢區高鐵南路二段352號2樓   | 位於家樂福青埔店2樓賣場（環球桃園A19商場內） |
| 臺中市 | 西屯區 | 西屯店                       | 臺中市西屯區台灣大道四段1086號     | 位於家樂福西屯店                             |
| 嘉義縣 | 太保市 | 故宮南院店 茶茶X影響力概念店 | 嘉義縣太保市故宮大道888號          | 位於故宮南院1樓大廳                          |
| 高雄市 | 三民區 | 鼎山店                       | 高雄市三民區大順二路849號          | 位於家樂福鼎山店3樓                          |

#### 新聞事件
- 1987年，法國家樂福集團與台灣統一企業合資成立台灣家福股份有限公司。
- 1989年，全臺第一家家樂福大順店開幕。
- 1991年1月，北台灣第一家家樂福——南港店開幕。
- 1996年，家樂福文教基金會成立。
- 1997年，推出自有品牌商品。
- 1999年，業界首推【天天都便宜】的承諾。
- 2006年，特易購正式被併入家樂福。
- 2006年12月6日，接手自特易購的碧潭店由於與同樣位在新店市區內的新店店距離過近且規模無法相比，故結束營業，此為台灣家樂福展店17年來，首間結束營業的分店[59]。
- 2007年9月17日，家樂福冠名贊助台北國際國道馬拉松比賽，是繼1999年贊助台北國際馬拉松比賽後又一次贊助大型馬拉松賽，但在傳出跑者在比賽中死亡之意外；下半年則在高雄市首度舉辦「家樂福活力路跑」。
- 2007年12月31日，營業長達14年的三重店由於與位在三重跟新莊交界處，接手自特易購的重新店距離過近且規模無法相比，故結束營業[60]。
- 2008年10月9日，屏中店開幕。
- 2009年1月15日，全臺第一家家樂福便利購（後改稱家樂福超市）府中店開幕。
- 2010年1月31日，淡水店所在地屬於工業區土地，經營大賣場違反建築使用規定，自2001年來共被臺北縣政府開罰15次、每次新臺幣30萬元。臺北縣政府長年輔導變更使用執照，但因建築已使用30年，硬體設施不敷使用，故結束營業[61]。
- 2011年1月3日，數十名家樂福員工到勞委會陳情，表示公司長期要求勞工超時工作又不給加班費，甚至開除工會幹部[62]。
- 2013年1月30日，清潔工拿破損20元牛奶糖，家樂福提出告訴[63]。
- 2013年1月29日，突檢勞動條件統聯、家樂福爆違規。
- 2013年1月29日，家樂福全國開發部經理詹玲珠猝逝，其夫指控兩名主管要脅她自動離職。工會證實詹玲珠數度求援，家樂福則指不應曲解工作壓力[64]。
- 2013年1月22日，家樂福被點名農藥控管差[65]。
- 2013年4月28日，淡新店開幕。
- 2013年10月31日，南台灣歷史最悠久、營業長達24年、也是全台首間家樂福量販店的大順店因租約到期結束營業[66]
- 2014年8月9日，家樂福工會爆有過期商品[67]。
- 2014年10月3日，消基會公布在6－7月間抽查「市售塑膠包裝食品」，「豬肉炒肉片」驗出多環芳香烴（PAHs）[68]。
- 2015年5月7日，汐科店開幕，位於遠雄iFG購物廣場地下1樓。
- 2017年1月2日，大江店結束營業。
- 2017年6月22日，家樂福於高雄市左營區開設第100間分店—家樂福超市左營南屏店[69]。
- 2017年7月8日，家樂福登去年（2016）最血汗企業榜首[70]。
- 2018年1月14日，十全店因租約到期結束營業[71]。
- 2018年2月，家樂福打破傳統只任用法國人慣例，正式任命由臺灣籍員工擔任家樂福臺灣區總經理，成為該集團第一位亞裔經理人[72]。
- 2020年3月8日，東興店因租約到期而結束營業。
- 2020年3月8日，新楠店因1樓美食街韓式料理店變壓器短路造成失火[73]。
- 2020年5月17日，竹北店所在地址、總值逾新臺幣10億元的新竹縣竹北福松巴黎廣場大樓，因土地租約年限問題，新竹縣政府4年前與BOT廠商福松建設公司打官司，日前獲最高法院判勝訴，縣府將取回建物所有權[74]。
- 2020年5月19日，身障店員被顧客欺負，店長言語威脅。對此家樂福做出回應，表示「會提供進一步幫助」[75]。
- 2020年6月2日，家樂福宣佈併購頂好超市及Jasons Market Place共224間分店[76][77]。
- 2020年7月31日，崇德店因租約到期而結束營業[78]。
- 2020年8月8日，北台灣歷史最悠久、營業長達30年的南港店暫停營業，進行內部調整；9月10日，經評估後因業績未達標、設備老舊，業者宣布正式熄燈，原店改為全聯福利中心南港旗艦店。後於南港輪胎舊廠對面另覓店址，2021年8月18日重新開幕。
- 2021年2月3日，首兩家頂好超市改裝的家樂福超市台北敦化北店與南港舊莊店開幕。並預計以每週8家店的速度更換招牌。至於Jasons超市則保留原品牌經營兩年。
- 2021年8月18日，南港店新開幕，位於南港輪胎舊廠對面。[79]
- 2022年3月14日，家樂福位於桃園市楊梅區旗艦物流倉發生火警[80]。
- 2022年4月30日，首家Jasons超市改裝的「Mia C'bon Market」台北天母店開幕。並預計以每月1~2家店的速度更換招牌內裝及店務整改。
- 2022年7月19日，統一集團於深夜11時40分於台灣證券交易所3樓召開記者會宣佈，由統一企業斥資311億元買下法商家樂福持有台灣家樂福60%股權，台灣家樂福成為統一集團百分之百獨資公司[12]。
- 2022年12月4日，大直店因租約到期而結束營業[81]。
- 2023年2月19日，愛河店原本即將因租約到期而結束營業，地主豐邑建設得知附近居民消費需求後，與家樂福總公司討論結果決定續租，營業延長至2025年[82]。
- 2023年3月31日，北門店原本即將因租約到期而結束營業，經家樂福總公司與財政部國有財產署討論後決定續租[83]。
- 2023年6月30日，家樂福總公司與統一集團完成交接。
- 2023年12月3日，中原店因三名屁孩於地下1樓以殺蟲劑跟打火機玩樂，導致整棟賣場引發火警，火勢花費1小時左右才撲滅，事後三人皆依公共危險罪移送桃園地檢署偵辦[84]。
- 2024年1月14日，全臺第一家家樂福超市——府中店因租約到期結束營業。
- 2024年5月15日，中原店重新營業。[85]

### 香港
家樂福在1996年12月起於香港開設多家分店，分別位於屯門屯門市廣場、荃灣灣景廣場、元朗新元朗中心商場及杏花邨。家樂福更於1997年底，計劃在香港開設十間分店，向恆基地產承租新都城中心三期第一層全層商場樓面，涉及面積16萬平方呎，據悉當時每平方呎租金20餘元，並計劃斥資8,000萬元裝修舖位，及於2000年3月收場。期後該超市更於1999年初再向恆地租用馬鞍山新港城中心15萬2,243平方呎商場樓面，當時每平方呎租金亦為20多元。
唯恆地先後入稟法院，就家樂福租用馬鞍山新港城及將軍澳新都城三期的商舖樓面，向租戶追討違反租約賠償，及要求法庭強制家樂福履行租約協議。
由於香港2大連鎖超級市場——百佳及惠康的惡性競爭，家樂福撤出香港。當時家樂福在香港的管理人員曾向媒體透露，百佳及惠康向供應商施壓，令供應商不得提供貨品給家樂福，加上香港店舖租金極度高昂，最後家樂福於2000年8月29日宣布，在同年9月18日結束全港四間分店，遣散490名員工，正式放棄香港市場。發言人強調，香港公司結業與香港超市競爭無關，主要是香港店舖空間「狹窄」，令該公司未能貫徹營辦「逾十萬呎」舖位，以薄利多銷的形式經營。然而在香港逾三年開設的四間分店，其平均面積只是二萬至三萬平方呎，與該公司的要求甚遠。在沒有發展空間的情況下，成本未能攤分，公司遂決定結業。
家樂福傳出結業消息後，傳媒雖紛湧到家樂福採訪，但分店方面卻採取封鎖消息態度，不容許傳媒接觸員工。而杏花邨分店的員工及商場護衛，更一度驅趕記者。

### 亞洲其他地區

#### 日本
2000年，家樂福為進入日本市場，在日本成立了“家樂福日本”公司，之後，首先在日本的千葉縣的幕張開設了第一家店，接著又分別在東京地區的南町田、大阪地區的光明池、東大阪市、箕面市、埼玉縣的狭山市以及兵庫縣的尼崎市、明石市等地陸續開店，在日本總共開設了8家門市店。它的初步目標是在日本開設門市店數量達到13家，但是在日本開店之後，銷售業績卻不盡人意，無法實現初步設定的店鋪擴大目標。到了2005年3月10日，家樂福不得不將日本子公司轉讓給了日本當地的零售商巨頭永旺集團。公司由“家樂福日本”改爲“永旺馬賽公司（Aeon Marché）”（ 法語Marché：市場的意思），但商店名稱繼續沿用“家樂福”的品牌。2010年3月9日，“家樂福”品牌的使用權限期滿，“家樂福”的招牌便從日本市場消失，而“永旺馬賽公司（Aeon Marché）”也於當年12月1日被并入“永旺零售株式会社” （AEON RETAIL Co., Ltd）。家樂福之所在很短時間内撤離日本市場，評論家認爲，家樂福以低廉價格攻勢的經營戰略模式雖然能在世界其他國家行之有效，但僅靠低廉價格而忽視日本不同於其他國家消費者的獨特消費心理無法立足日本市場，這是它的商業模式在日本行不通的原因。

#### 新加坡
家樂福於1997年進入新加坡（首間開設的分店成為新加坡第一百個購物中心），在新達城與獅城大廈共設有2家分店。開業初期，曾紅火一時。但是不久之後，就被新加坡當地的大型超市“巨人”（Giant）趕超。“巨人”迅速發展到9家店鋪。另外，家樂福還面臨著當地有著雄厚基礎的職縂平價合作社這樣的强勁競爭對手。因此，從議價能力以及場地租金成本方面，家樂福不占優勢。鑒于新加坡市場的業務沒有擴充與發展潛能，難以在當地取得市場主導地位，因此家樂福於2012年底結束新加坡兩間分店的營運。

#### 泰國
泰國政府為了發展小本商業，規定大型綜合性商場不得開在鬧市中心，但是該政策似乎並無影響家樂福將商場開設在曼谷。家樂福在泰國大部分的分店都開設於首都曼谷；除此之外還包括普吉、合艾、清邁、芭達亞、北柳與洛坤等城市，也都有家樂福的分店。家樂福在泰國總共擁有39間超市和1間便利商店。
2010年11月15日法國零售業者Casino Guichard-Perrachon SA（CO-FR）同意斥資8.68億歐元（折合11.8億美元），收購家樂福在泰國的42個門市，目前Casino在泰國的據點有111個，以Big C Supercenter Pcl品牌經營。Casino持有Big C Supercenter Pcl 63%的股權。

#### 印度尼西亞
家樂福於1996年開始進軍印尼市場，現今家樂福為印尼全國最大的連鎖超市（2007年12月，在印度尼西亞已有38家分店）。
2012年印尼家樂福推出「Click & Drive」服務，即消費者可於家樂福網站上點選所需購買的物品，然後選擇想要去的門市分店，到店取貨的服務。
2012年11月20日，家樂福以7.5億美元出售印尼家樂福6成股份餄尼CT集團子公司PT Trans Retail，PT Trans Retail已持有家樂福印尼分公司4成股份，完成收購后將成为全資公司
2016年2月24日，新加坡政府投资公司斥資5.2万亿印尼盾（即3.87亿美元）入股有印尼零售及超级市场PT Trans Retail，惟无透露入股数量。

#### 馬來西亞
1994年，家樂福進軍馬來西亞市場，共開設26家大型超市。2012年，日本永旺集團以1.4700億歐元收購家樂福馬來西亞業務，并改名为永旺霸市（Aeon BiG）。

### 巴西
此為葡萄牙文維基百科條目翻譯結果，如果有語病請見諒。

#### 歷史
家樂福在巴西的歷史始於1975 年，當時巴西第一家量販店位於聖保羅。隔年，第二家家樂福分店在巴西開業，現位於里約熱內盧的巴拉達蒂茹卡。
多年後，在1989年，家樂福推出了家樂福會員卡，後來成為該集團商店網路中購物融資的主要方式。在1992年至1999年間，家樂福在巴西各地開設了59家分店，投資額達1億美元。1993年，家樂福在聖安德烈開設了第一個自有品牌的家樂福分店。
1997年，它收購了Eldorado集團50%的量販店業務，擁有8家分店（7家位於聖保羅，另一家位於大坎普）。這些商店已納入該法國集團的投資組合，耗資約2億雷亞爾。
1999年，由於與Grupo Pão de Açúcar爭奪巴西食品零售商排名的領先地位，該集團獲得了總部位於巴西利亞的Planaltão連鎖超市的控制權。當時，此次收購預計耗資8,000萬雷亞爾。 Planaltão連鎖超市在1998年的收入為1億7,480萬雷亞爾，代表了聯邦區的成長機會。
1999 年，家樂福再次收購了其他區域連鎖店，例如聖埃斯皮里圖州的Roncetti以及里約熱內盧的達拉斯、Rainha和Continente連鎖超市（均屬於Cunha家族）。收購Rio連鎖店後，集團平台上新增了32家分店。據估計，這筆交易法國家樂福花費了約4.5億雷亞爾。
2005年，第100家量販店在巴西開業，位於聖保羅的Morumbi社區。同年，家樂福創立了家樂福Bairro，最初以超市形式經營，僅限於聖保羅，但後來家樂福Bairro在米納斯吉拉斯州和聯邦區開設了門市。同年，家樂福創建了自己的另一個品牌，但這次以“Drogaria Carrefour”的名稱運營，販賣藥品以及衛生和美容產品。
2006年，為了繼續擴大業務，家樂福創建了Linha Viver，一個僅在集團門市銷售的飲食、清淡和有機產品品牌。同年，家樂福在瓜魯雅開設了第一家24小時營業的Carrefour Station。
2007年5月，央行授權由家樂福銀行經營。該公司是Carrefour Administradora de Cartões的繼任者，Carrefour Administradora de Cartões是管理家樂福會員卡的公司。 
據報道，2007 年，當時的家樂福全球總裁何塞·路易斯·杜蘭（José Luis Duran）對巴西業務發出了最後通牒。據報道，杜蘭表示，如果兩年內該公司在當地的業績沒有改善，業務也沒有以期望的速度再次增長，家樂福將退出該國。市場分析師表示，該集團在區域連鎖店的愚蠢採購以及缺乏品牌整合正在損害巴西業務的進展。此外，法國總部在與供應商的談判甚至開店和關店方面都不太靈活。幾個月後，也就是 2007 年，這家法國連鎖店透過價值22億雷亞爾的談判收購了Atacadão 。Atacadão擁有34家分店，其中17家位於聖保羅州。
2011年，巴西分公司效法法國矩陣，將迪亞硬折扣店隔離。同年，它將集團金融業務（家樂福銀行）49%的股份出售給Itaú Unibanco，交易價值7.25億雷亞爾。
2014年，家樂福在巴西又開設了另一個品牌，即在聖保羅大型購物中心設有分店的Carrefour Express，以及更緊湊版的Carrefour Hiper，與Pão de Açúcar等大型超市競爭。Express業態定義為近距離零售，主要有三大陣線：即時消費產品、日常消費性產品和計畫性消費性產品。這種形式的特點是在靠近家庭或工作地點的小額採購。同年，家樂福將Supeco引入巴西（西班牙創建的模式，與Atacadão類似）。
2017年在巴西證券交易所B3上市。這次IPO籌集了51.25億雷亞爾，是四年來規模最大的IPO。該股首次發行價為15雷亞爾，並於當年7月20日開始交易。
2018年，它在聖保羅開設了一家新店，這次採用了新的品牌：家樂福超市。該橫幅主要針對當地商店，面積為500平方公尺。該概念將成為Express（200平方公尺）和Bairro（1,200平方公尺）之間的中介。
2020 年，隨著其主要現購自有品牌Atacadão的發展，該集團以19.5億雷亞爾的價格從荷蘭批發商萬客隆收購了30家分店。此次收購還涉及萬客隆附屬的14個加油站。此次收購於2020年9月CADE批准。
2021年3月，巴西子公司宣布收購競爭對手Grupo BIG的業務。此次收購耗資75億雷亞爾，使這家法國集團能夠透過區域品牌（BIG和 Bompreço）擴大其在代表性較少的市場（南部和東北地區）的影響力。該集團也宣布將在山姆會員店旗下經營一個新的商店部門—購物俱樂部。此次收購支付了70%的現金和30%的家樂福巴西股票，在收購時，家樂福向BIG集團賣家（Advent和沃爾瑪）預付了9億雷亞爾。同年11月，CADE（經濟防禦管理委員會）認定，涉及家樂福和BIG的收購“複雜”，並要求更多時間進行評估。
隨後，2022年1月，該機構的總監管機構建議批准此交易，但條件是出售一些自助零售單位。最終，該機構於2022年5月批准了有限制的家樂福巴西收購Grupo BIG。該決定是一致通過的，並且取決於格拉瓦塔伊、馬塞約、奧林達和累西腓等城市某些BIG分店的出售。然而，家樂福當時已經提出了出售BIG撤資目標分店的提案。最終，2022年6月7日，收購完成，Grupo BIG成為家樂福巴西子公司。

## 分店類型

### 家樂福
家樂福以家樂福（Carrefour）品牌經營多個品牌，包括量販店、超市、便利商店、藥局和加油站。
- Carrefour Hiper：作為量販店運作。目前業態擁有約170家分店。
- Carrefour Bairro：作為社區便利商店運營，位於大型或小型社區內。除了大量銷售有機產品外，Carrefour Bairro還擁有厠所和室內停車場。
- Carrefour Express：作為一家便利商店運營，其分店只有位於聖保羅州，其分店作為便利商店運營，位於商業區內。
- Carrefour Market：作為一家超市運作，其分店也只有位於聖保羅州，主打販賣新鮮及現成的商品。
- Drogaria Carrefour：藥局，販賣藥品和美容產品。其分店位於Carrefour Hiper内。
- Carrefour Station：最多可停放6輛汽車和5箱汽油的加油站。除了位於量販店內以外，還有一些位於Atacadão分店內。

### Atacadão
Atacadão被認為是全國最大的現購自運服務。目前該公司在巴西擁有344家門市。其商店以兩種模式運作：
- 自助服務：傳統模式，產品銷售量較大，除最終消費者外，也專門服務中小型公司。
- 配送中心：向醫院、飯店等大公司以及大型零售商販賣產品。

它存在於巴西所有州以及聯邦區。自從家樂福購買Atacadão以來，該品牌陸續在哥倫比亞、阿根廷、摩洛哥、羅馬尼亞和西班牙，其中一些國家店名為SUPECO或MAXI。有些分店提供服務，例如：Posto Atacadão和Drogaria Atacadão。
2014年，在西班牙創立的Supeco模式來到巴西，在聖保羅內陸的索羅卡巴開設了一家分店，該分店以前是一家Atacadão商店。

### 山姆會員商店
山姆會員店是一個倉儲式會員量販店，消費者可以選擇經濟的包裝，但也可以找到獨家自有品牌的商品，大部分都是進口的。此模式適用於會員，支付年費即可進入。
山姆會員店自1995年起就出現在巴西，其第一家分店在聖保羅ABC地區的南聖卡埃塔諾市開業。被家樂福收購時，分店在聖保羅、里約熱內盧、巴拉那、聖卡塔琳娜、南里奧格蘭德、南馬托格羅索、戈亞斯、米納斯吉拉斯、聖埃斯皮里圖、巴伊亞州擁有50家分店、塞爾希培州、阿拉戈斯州、伯南布哥州、北里奧格蘭德州和塞阿拉州，此外還有聯邦區的2家分店。
該組織將這種格式視為其擴張的關鍵要素。

### 電子商務
2012年，這家法國連鎖量販店一直在經營一家虛擬商店，該店於2012年12月結束營運。理由是「專注於實體運營，例如Atacadão和家樂福本身」。四年後的2016年，該集團宣布重返該國電子商務業務，最初銷售電子產品等非食品產品。兩年後，該集團宣布開始在網站上銷售食品，最初僅限於巴魯埃里、瓜魯柳斯、奧薩斯科、禁忌達塞拉、聖安德烈、聖貝爾納多·杜坎波、南聖卡埃塔諾和迪亞德馬。

## 爭議

### 法院案件
自2007年起，這個公司遭受了至少四起針對暴力、種族主義和恐同症組織的訴訟，此外還因公開羞辱員工而處決了一名男子。
在其中一個案例中，一名擁有EcoSport的黑人男子被誤認為是小偷，被外包保安人員帶入小黑屋，遭受了超過15分鐘的身心折磨，此外還聽到了針對他黑皮膚的侮辱。該公司解雇了保安人員，並取消了外包保安公司的資格，反對暴力、種族主義和恐同，此外還以公開羞辱的罪名處決了一名偷了4塊雞肉的男子。
另一起毆打致人死亡的案件發生在聖卡洛斯家樂福集團的子公司Supermercado Dia e Noite分店。當時43歲的瓦工阿德米爾·佩拉羅（Ademir Peraro）偷了兩個起司麵包、一些雞腿和發霜，導致他遭到分店主管和一名保全的毆打。酷刑結束後，受害者被鎖在厠所裡，直到分店關門，然後他被扔到街上。經家人救起，送往醫院；瓦工臨終前，講述了自己所遭受的酷刑。
迄今為止，家樂福最高的一次賠償為50,000雷亞爾，其次是44,640雷亞爾。

### 曼奇尼亞事件（家樂福狗事件）
2018年11月，位於奧薩斯科的家樂福分店的業主接到通知，總部一名主管將到訪。該店負責現場安全的一名員工被命令移走一隻名叫 曼奇尼亞（Manchinha）的混種狗，這隻狗留在超市的停車場，在事件發生前幾個月就被遺棄了，用來接收食物和水。據稱，為了遵守命令，該男子除了用鋁棒毆打這隻動物外，還給這隻動物提供了老鼠藥。分店聲稱曼奇尼亞是被碾壓的受害者，但後來承認了襲擊事件。這隻狗被該市人畜共患病中心的工作人員救起，但在受到攻擊後死亡。照顧它的獸醫得出的結論是，這隻動物死於失血。
負責犯罪的保全人員已被查出並被撤職。此案花了三天才向當局報案。他對自己的罪行供認不諱，並表示悔罪。調查結束後，2018年12月18日，該名員工被認定為虐待、虐待動物罪被告。不過，他並沒有立即被逮捕並被釋放。
該案件在社群媒體上曝光後，很快就產生了反響，在巴西各地引發了一波針對家樂福的抗議浪潮。塔塔·韋內克（Tatá Werneck）和盧西亞諾·哈克（Luciano Huck）等幾位名人在他們的網絡上發表了拒絕此案的言論。主持人兼活動家路易莎·梅爾對該機構採取了法律行動。聖保羅民警展開調查以確定動物的死亡原因，幾名分店員工不得不發表聲明。
曼奇尼亞死後受到了數次悼念。2019年2月，本案成為提出更嚴格打擊刑事犯罪的理由。
虐待動物。全國代表大會批准了PL 1,095/2019，將虐待動物的處罰和罰款從兩年增加到五年，最高罰款為1,000美元的最低工資。 2020年9月，總統雅伊爾·博爾索納羅批准了該項目，並將其轉化為法律。
2019年3月，家樂福與公共部達成協議，向奧薩斯庫市創建的動物保護基金轉移了100萬雷亞爾。該公司還進行了人口普查，以確定居住在其單位內的動物，以便營救它們並將它們帶到庇護所。2019年11月，家樂福報告稱，其社交網路上收到了大約60萬條關於所發生事件的評論，其中大多數都是負面的。
2021年11月，一座紀念這隻狗的紀念碑在奧薩斯科寵物公園落成。

### 伯南布哥州商店死亡事件
2020年8月14日，在累西腓一家分店內，值班促銷員莫伊塞斯·桑托斯突發心臟病，在店內死亡。外包員工的身體被雨傘和紙箱遮蓋，分店仍繼續正常營業，這在社群媒體上引發爭議和憤怒。家樂福巴西總公司在聲明中道歉並表示，「事件發生後，在等待葬禮期間沒有立即關閉分店，也沒有找到保護莫伊塞斯先生遺體的正確方法，這是一個錯誤」。該公司還表示，「在這種罕見的情況下，它改變了對員工的指導——包括強制關閉分店。」家樂福法國總部宣稱家樂福巴西總公司犯了大錯，案件處理方式「不恰當」。

### 若昂·阿爾貝托·弗雷塔斯 （João Alberto Freitas）謀殺事件
2020年11月19日，即黑人意識日的前一天，四十歲的黑人若昂·阿爾貝托·西爾韋拉·弗雷塔斯（João Alberto Silveira Freitas）被保安Magno Braz Borges 和Giovane Gaspar （當時組織成員）謀殺。兩人皆受聘於Vector公司，席爾瓦無權擔任保全。
店內發生爭執後，兩名保全和檢查員阿德里亞娜·阿爾維斯·杜特拉（Adriana Alves Dutra）尾隨受害者從收銀台來到停車場。離開超市時，若昂‧阿爾貝托（João Alberto）向喬瓦內（Giovane）拳打腳踢，從那時起，他就被抓住並被拳打腳踢。站著被打十五秒後，保全將他打倒在地，並繼續對他拳打腳踢。儘管幾名目擊者和受害者的妻子進行了乾預，兩名保安仍繼續毆打若昂·阿爾貝托，並與檢查員阿德里安娜和其他家樂福員工一起恐嚇目擊者，使記錄犯罪行為變得困難，此外還阻止了援助給受害者。據目擊者稱，若昂·阿爾貝托請求幫助並請求允許他呼吸。一名在現場拍攝謀殺案的送貨員報告稱，兇手試圖刪除影片並威脅他。此外，保全人員阻止其他人介入，儘管他們高喊著要殺死該男子。
若昂·阿爾貝托最終因持續固定不動而導致機械性窒息而死亡，保安將體重支撐在他的背上，類似於明尼阿波利斯警察德里克·肖文殺害喬治·弗洛伊德的謀殺案。保全才停止毆打，並請人檢查受害人的生命徵象。一名目擊者檢查了若昂·阿爾貝託的生命體徵，發現他確實已經死亡。阿德里安娜隨後給軍事旅打電話，僅七分鐘後就向SAMU尋求幫助，謊稱受害者曾與其他顧客打架，並且「感覺不舒服」。
根據民警的調查，阿德里亞娜·杜特拉（Adriana Dutra）對限制受害者的原因做出了虛假解釋，謊稱自己受到襲擊，並指揮三名員工採取行動，阻止其他人幫助若昂·阿爾貝托（João Alberto）。保羅·弗朗西斯科·達席爾瓦拉住若昂妻子的手臂，阻止她幫助她的丈夫，並恐嚇在場的其他人，以免他們接近並拍攝這一場景。拉斐爾·雷森德（Rafael Rezende）和克萊頓·席爾瓦·桑托斯（Kleiton Silva Santos）幫助將若昂·阿爾貝托（João Alberto）固定住，並用腳踢他，第二個人還對受害者拳打腳踢。
保安人員被預防性逮捕，被指控犯有三重殺人罪：無用的理由、把別人弄窒息以及使用阻止受害者自衛的手段。11月24日，阿德里亞娜‧阿爾維斯被預防性逮捕。
若昂·阿爾貝託的遺體於11月21日被埋葬在阿雷格里港的聖若昂市政公墓。他的棺材上包裹著聖荷西體育俱樂部的旗幟，該俱樂部位於阿雷格里港北區，他是該俱樂部的粉絲。現場掌聲雷動，呼籲伸張正義。

### 抗議
11月20日，黑人意識日，若昂·阿爾貝托（João Alberto）被謀殺，引發了全國各地家樂福分店門前的示威浪潮。在阿雷格里港，家樂福公司總部前發生了一場抗議活動，其中若昂·阿爾貝托被謀殺，大約有2,500名抗議者。一些團體進入該公司，透過破壞分店來抗議。主要口號是“Vidas Negras Importam”，並要求為貝托伸張正義。
聖保羅州再次發生抗議活動，家樂福分店被縱火燒死。首府聖保羅街頭出現示威活動，許多海報要求伸張正義，並呼籲抵制先前曾捲入多起暴力案件的家樂福超市。11月21日，保利斯塔大道上刻有「Vidas Pretas Importam」字樣。聖保羅州其他城市也發生了抗議活動，如容迪亞伊、奧薩斯科、桑托斯、聖安德烈和聖維森特。
在里約熱內盧，家樂福位於巴拉達蒂茹卡的一家分店被抗議者強行暫停營業，抗議者站在店前，舉著寫有「Vidas Pretas Importam」及的「停止殺害我們」大橫幅。音樂家Tico Santa Cruz、Nego do Borel和Pretinho da Serrinha以及女演員Patricia Pillar也都參加了這場抗議活動。同樣位於里約熱內盧州的貝爾福德羅克索市也發生了抗議活動。 
在貝洛奧里藏特，人們也走上街頭，舉著寫有「家樂福種族主義者」、「停止殺害我們」及「Vidas Pretas Importam」等字樣的海報。說唱歌手Djonga參與了這項活動，並在他的社交網路上分享了這項活動。在米納斯吉拉斯州的孔塔任市，一家家樂福分店在該市的抗議活動中被關閉。
在累西腓，一家公司單位的停車場發生了抗議活動，呼籲抵制並在人行道和柏油路上寫反種族主義訊息。伯南布哥軍警使用胡椒噴霧驅散抗議者，並拘留一人。
在薩爾瓦多，11月22日發生了抗議活動，由捍衛逃亡者權利的團體和巴伊亞體育俱樂部的支持者組織。
在馬瑙斯， 40人於11月21日在阿德里亞諾波利斯附近的家樂福分店門前示威，在超市前的欄桿上張貼海報，並在人行道上聚集。抗議者回顧了亞馬遜地區的種族主義案件以及針對原住民的暴力行為。
謀殺案發生7天后，家樂福在該國的門市直到下午2點才開門營業，但若昂·阿爾貝托（João Alberto）被殺的那家店除外，該店暫停營業。

### 公開聲明
南里奧格蘭德州州長愛德華多·萊特公開聲明，確保對弗雷塔斯之死進行嚴格調查。阿雷格里港市長Nelson Marchezan Júnior在社群網路Twitter上表達了對Freitas家人的聲援。阿雷格里港市第二輪選舉的候選人曼努埃拉·達維拉和塞巴斯蒂昂·梅洛也進行了示威。
總統雅伊爾·博爾索納羅則沒有向其家人表示哀悼，並且在謀殺案發生第二天的G20會議上，他質疑巴西是否存在種族主義，聲稱「異族通婚是巴西人民的本質，並且是那些想要摧毀它並以種族之間的衝突、怨恨、仇恨和分裂取代它的人，總是偽裝成爭取平等或社會正義的鬥爭」。副總統漢密爾頓·莫朗（Hamilton Mourão）對超市安全人員準備不足表示遺憾，但也為巴西不存在種族主義進行了辯護。
聯邦最高法院院長Luiz Fux在宣布Faculdade Zumbi dos Palmares與國家司法委員會之間合作的儀式上要求默哀一分鐘，以紀念 João Alberto。除了福克斯之外，亞歷山大·德·莫賴斯、吉爾馬·門德斯和路易斯·羅伯托·巴羅佐部長也對若昂·阿爾貝託的去世表示哀悼，並表示此案顯示需要打擊巴西的結構性種族主義。 
眾議院議長羅德里戈·馬亞和聯邦參議院議長達維·阿爾科倫布雷也對弗雷塔斯的去世表示哀悼，並向弗雷塔斯的家人表示慰問，並強調需要在機構層面打擊種族主義。11月24日，授權成立眾議院外部委員會，負責監督若昂‧阿爾貝托謀殺案的調查。委員會由副議員Damião Feliciano負責協調，並由其他五名副議員組成：Benedita da Silva、Bira do Pindaré、Silvia Cristina、Áurea Carolina和Orlando Silva。
聯合國在一份聲明中表示，弗雷塔斯的謀殺「凸顯了種族主義的不同層面和巴西社會結構中的不平等」。該組織人權理事會的發言人呼籲進行「迅速、徹底、獨立、公正和透明」的調查，並應「審查種族偏見是否發揮了作用」。國際特赦組織在聲明中將此罪行列為不可受理。國際媒體也對此案進行了報道，並將其與幾個月前發生在美國的喬治·弗洛伊德謀殺案進行比較，該事件在世界各地引發了一系列示威活動。
他是阿雷格里港的格雷米奧足球俱樂部、國際足球俱樂部和聖若澤足球俱樂部等足球俱樂部在若昂·阿爾貝托·西爾維拉·弗雷塔斯被謀殺後舉行示威，宣揚永久反對種族歧視的鬥爭。一級方程式賽車手劉易斯·漢密爾頓（Lewis Hamilton）發布了一張阿雷格里港抗議死亡的照片，標題為“又一個黑人生命逝去”。

### 調查
2020年12月11日，警方代表羅伯塔·貝托爾多（Roberta Bertoldo）起訴保全員喬萬·加斯帕·達席爾瓦（Giovane Gaspar da Silva）（當時是軍事旅臨時警官 )、馬格諾·布拉茲·博爾赫斯（Magno Braz Borges）和四名超市員工阿德里安娜·阿爾維斯（Adriana Alves）杜特拉、保羅·弗朗西斯科·達席爾瓦、克萊頓·席爾瓦·桑托斯和拉斐爾·雷森德犯下三重謀殺罪（由於嚴重原因、窒息和上訴使受害者無法為自己辯護）。儘管代表的報告指出結構性種族主義是兇殺案的一個決定因素，但沒有一個被起訴的人被指控犯有種族主義罪。此外，調查得出的結論是，若昂·阿爾貝託在家樂福被謀殺當晚並沒有實施犯罪行為，這與被告所說的相反。
12月17日，國家檢察官辦公室（MP-RS）指控警方起訴的六人涉嫌三重殺人罪，並可能有意圖（令人厭惡、有些殘忍的動機和使受害者辯護變得困難的資源）。阿雷格里港第二陪審法院法官克里斯蒂安·布薩托·扎爾多（Cristiane Busatto Zardo）接受了申訴，他認為國家檢察官辦公室（MP-RS）準備的文章有足夠的作者身份證據，六名被告成為被告。本案的法官於2021年2月裁定罪名。然而，據稱由於COVID-19大流行，總督察當時並未執行需要多人在場的程序。
2021年2月，喬瓦內·達席爾瓦和馬尼奧·博爾赫斯仍被預防性拘留，阿德里亞娜·杜特拉則被軟禁。其他被告人均自由答辯。
2021年6月，家樂福達成了一項價值1.2億雷亞爾的協議，根據行為調整條款（TAC），家樂福將免受任何法律訴訟。 該協議遭到黑人權利聯盟的批評，並表示「透過用我們的生命換取財政捐助，無法修復因黑人身體持續存在的殘暴和非人化而造成的社會創傷」。該聯盟也批評談判期間沒有代表黑人運動的其他組織缺席。 
2022年11月，法院決定該罪行的六名被告將進入陪審團。

## 標語
- 1995年- 1998年；2001年至2004年：始終是最低價格。
- 1998-2001：好吧！
- 2004-2010 ：我們會在那裡找到它。
- 2010-2012：美好時光，從這裡開始。
- 2012-2016：計算一下。打造家樂福。
- 2016-2019：做你的事，做家樂福。
- 2019 年至今：每個人都應該得到最好的。

## 外部連結
- Carrefour（法國）（页面存档备份，存于）（法文）
- Carrefour Group（页面存档备份，存于）（英文）
- 台灣家樂福 Welcome to Carrefour Taiwan!!（页面存档备份，存于）（繁體中文）
  - 家樂福 Carrefour Taiwan的Facebook專頁
  - 家樂福的Instagram帳戶
  - YouTube上的家樂福 Carrefour Taiwan頻道
  - 台灣家樂福購物中心（页面存档备份，存于）（繁體中文）
  - 家樂福購物中心的Facebook專頁
  - 家樂福線上購物網 （页面存档备份，存于）（繁體中文）
  - 統康生活事業股份有限公司—台灣公司資料 （页面存档备份，存于）
  - 家福股份有限公司—台灣公司資料 （页面存档备份，存于）
- 財團法人家樂福文教基金會 （页面存档备份，存于）
  - 家樂福文教基金會的Facebook專頁
  - 家樂福文教基金會的Instagram帳戶
  - YouTube上的財團法人家樂福文教基金會頻道